# Haiger
Haiger ist eine Kleinstadt im nördlichen Teil des mittelhessischen Lahn-Dill-Kreises und liegt zwischen den Städten Wetzlar und Siegen.

## Geografie

### Lage
Haiger liegt am östlichen Rand des Westerwalds bzw. an den südlichen Ausläufern des Rothaargebirges (Kalteiche) etwa neun Kilometer nordöstlich des Dreiländerecks Hessen–Nordrhein-Westfalen–Rheinland-Pfalz und ist zugleich die flächenmäßig größte, aber nach Einwohnerzahlen viertgrößte nach Wetzlar, Dillenburg, Herborn und nördlichste Stadt im Lahn-Dill-Kreis. Nördlich des Ortsteils Offdilln entspringt die Dill, nördlich des Gewerbe- und Industriegebiets „Haiger-Kalteiche“ entspringt die Heller. In Haiger münden der Aubach und der Haigerbach in die Dill.

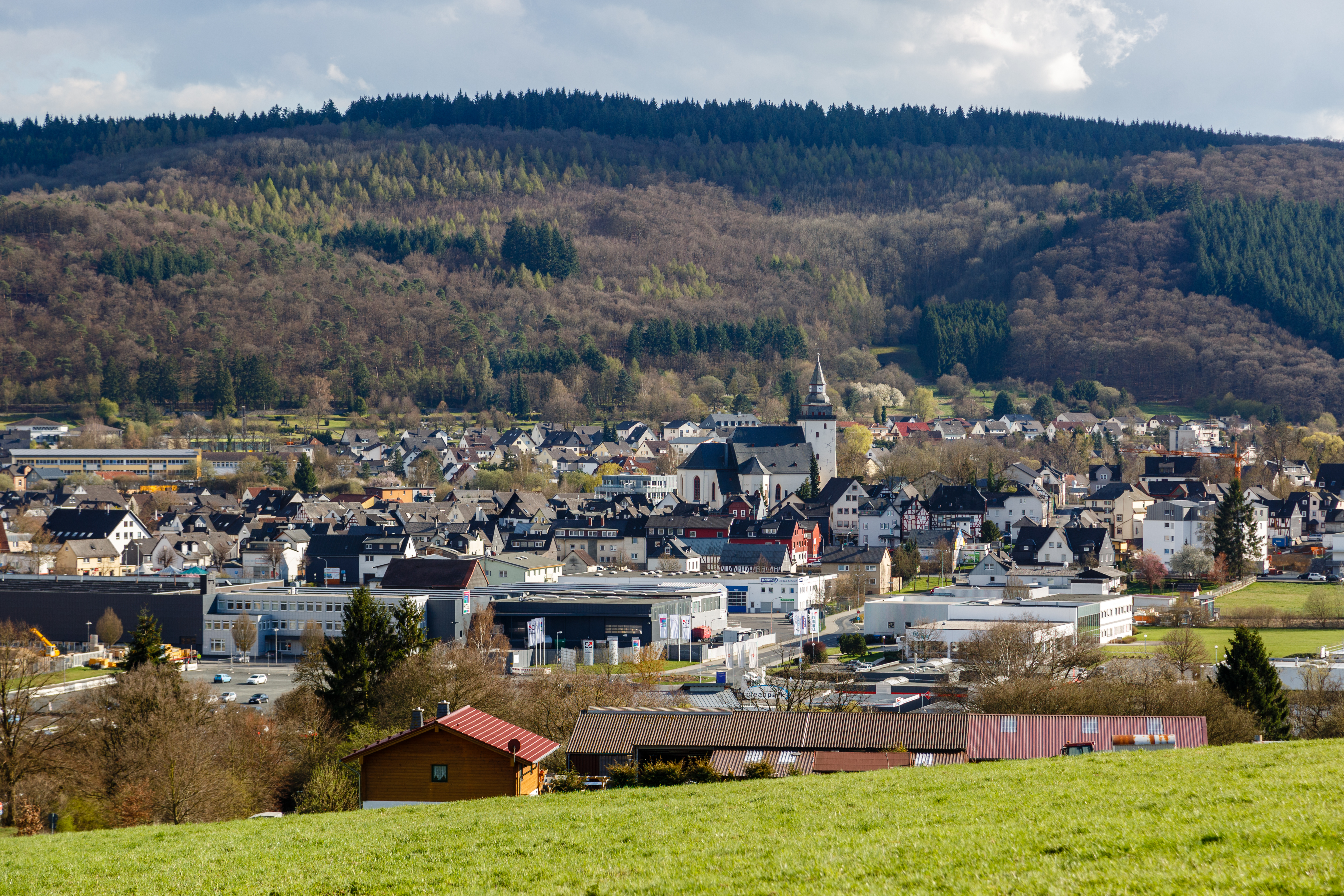
Haiger aus Nordosten
Haiger vom Eduardsturm aus gesehen, also aus Süden

### Nachbargemeinden
Haiger grenzt im Norden an die Stadt Netphen (Kreis Siegen-Wittgenstein in Nordrhein-Westfalen) und die Gemeinde Dietzhölztal, im Osten an die Gemeinde Eschenburg und die Stadt Dillenburg, im Süden an die Gemeinde Breitscheid (alle im Lahn-Dill-Kreis), sowie im Westen an die Gemeinden Burbach und Wilnsdorf (beide im Kreis Siegen-Wittgenstein in Nordrhein-Westfalen).

### Stadtgliederung
Zur Stadt gehören neben der Kernstadt Haiger die Stadtteile Sechshelden, Langenaubach, Flammersbach, Allendorf mit der Wohnsiedlung Kalteiche, Seelbach, Steinbach, Rodenbach, Fellerdilln, Dillbrecht, Offdilln, Weidelbach, Oberroßbach und Niederroßbach.

## Geschichte

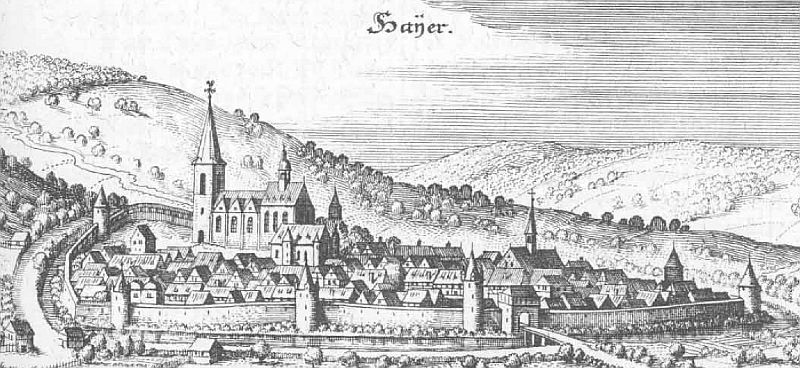
Haiger – Auszug aus der Topographia Hassiae von Matthäus Merian 1655

### Von den Anfängen bis zur Neuzeit
Die erste urkundliche Erwähnung Haigers im Lorscher Codex stammt aus dem Jahr 778: Die Adlige Theutbirg schenkt dem Kloster Lorsch an der Bergstraße ihre Besitzungen in Haigrahe. Die Schenkung wird im Jahr 781 erneuert und vermehrt. Haiger ist damit die älteste der drei Städte an der Dill, vor Dillenburg und Herborn. Das damalige Haiger hat sein Zentrum auf dem heutigen Kirchhügel. Dort stand im 9. Jahrhundert eine Taufkirche sowie ein Königshof Heigera, welche König Konrad I. am 14. April 914 zusammen mit den Marktrechten, dem Zehnten und dem dritten Teil des Königscheffels dem Walpurgisstift in Weilburg schenkt. Das Marktrecht muss daher zu diesem Zeitpunkt bereits verliehen worden sein. Haiger war bis zum 10. Jahrhundert der Mittelpunkt der Haigerer Mark bzw. des Haigergaus, wohl einem Untergau des Oberlahngaus. Aus Wormser Überlieferung geht hervor, dass 1048 Erzbischof Eberhard von Trier zusammen mit dem Bischof von Worms den Neu- bzw. Ausbau der Haigerer Stadtkirche weiht, welche noch heute das Wahrzeichen von Haiger ist.
Ritter Udo von Haiger wird am 1. April 1159 als erster Adliger des Geschlechts derer von Haiger erwähnt. Die Erwähnung Udos (vermutlich als Zeuge) findet statt im Zuge der Belehnung der Grafen von Laurenburg mit der Burg Nassau durch den Erzbischof von Trier.
Die Haigerer Mark ging mit dem Ende der konradinischen Familie an die Pfalzgrafen über. Diese gaben ihn als Lehen an die Herren von Molsberg. Diese übertrugen die Herrschaft an die Niederadligen „von Haiger“. Ab dem 13. Jahrhundert drangen die Grafen von Nassau verstärkt in das Gebiet der Haigerer Mark und der benachbarten Herborner Mark vor. Es kam zur Dernbacher Fehde zwischen Nassau und den Landgrafen von Hessen. Die nassauischen Grafen konnten sich an der Dill durchsetzen. Im frühen 14. Jahrhundert gelangten die Gerichtsrechte über Haiger endgültig an die Grafen aus dem Haus Nassau.
1457 wird die erste Haigerer Eisenschmelzhütte („Haigerhütte“) erwähnt. In der Haigerer Umgebung wurde somit bereits damals Eisenerz abgebaut (siehe auch Liste der Bergwerke in Haiger).
Um 1490 lassen Hermann von Haiger und sein Sohn Jost von Haiger, der letzte Haigerer Ritter, den Chorraum der Kirche mit Fresken ausschmücken. Rund 90 Jahre später werden diese übertüncht und geraten in Vergessenheit. Sie werden erst Anfang des 20. Jahrhunderts (1904) wiederentdeckt.

### Neuzeit
Während der Nassauischen Herrschaft nahm Haiger eine städtische Entwicklung, ohne dass eine Stadtrechteverleihung erfolgte. Die Lage am Zusammentreffen der drei Täler Haigerbachtal, Aubachtal und Dilltal war verkehrsgünstig und in der Nähe der Fernhandelsstraße von Köln nach Leipzig („Brabanter Straße“).
1603 grassierte die Pest in der Stadt.
Im November 1623 brandschatzten und plünderten spanische Soldaten vom Regiment Don Lorenzo de Mestro Haiger. Bevor sie abzogen, geriet durch Unachtsamkeit die Stadt in Brand. 70 Gebäude, darunter 40 Wohnhäuser, gingen in Flammen auf. Der Schaden wurde auf eine halbe Million Reichstaler geschätzt. 250 Haigerer Einwohner standen zum Winteranfang praktisch vor dem Nichts. Kurze Zeit nach dem Brand brach erneut die Pest aus und raffte ganze Familien dahin.
Ein Aufstand in der Stadt bewirkt, dass die Bürgerschaft 1672 ihren Ratssechser erhält, ein Mitspracherecht bei städtischen Entscheidungen durch eine Vertretung von sechs Räten.
Am 8. Mai 1723 wurde die gesamte Innenstadt Haigers durch eine Feuersbrunst zerstört. In wenigen Stunden brannten innerhalb der Stadtmauern beinahe sämtliche Gebäude. Das Kirchendach brannte ab, nicht aber die Kirche selbst. Die schnelle finanzielle Hilfe aus den umliegenden Fürstentümern, Städten und Ländern, sowie eine großzügige Spende der Fürstin Isabella (ein „Legat von 400 Floren Capitäl!“) halfen zu Linderung der großen Not.
Die viertorige, turmbewehrte Stadtmauer, welche auch zwischen dem Aubach und der südlichen Stadtgrenze verlief, wurde bei der Brandbekämpfung als hinderlich angesehen und 1824 niedergelegt. Dies ermöglichte der Stadt eine Neuordnung und eine planmäßige Erweiterung.
Weitere Stadtbrände, die größeren Schaden verursachten, fanden in den Jahren 1827 und 1829 statt.
Am 23. Februar 1849 wurde durch eine Bürgerinitiative von 56 heiratsfähigen Männern und 49 Damen die Einführung einer städtischen Heiratssteuer in Höhe von 10 Gulden vereitelt.

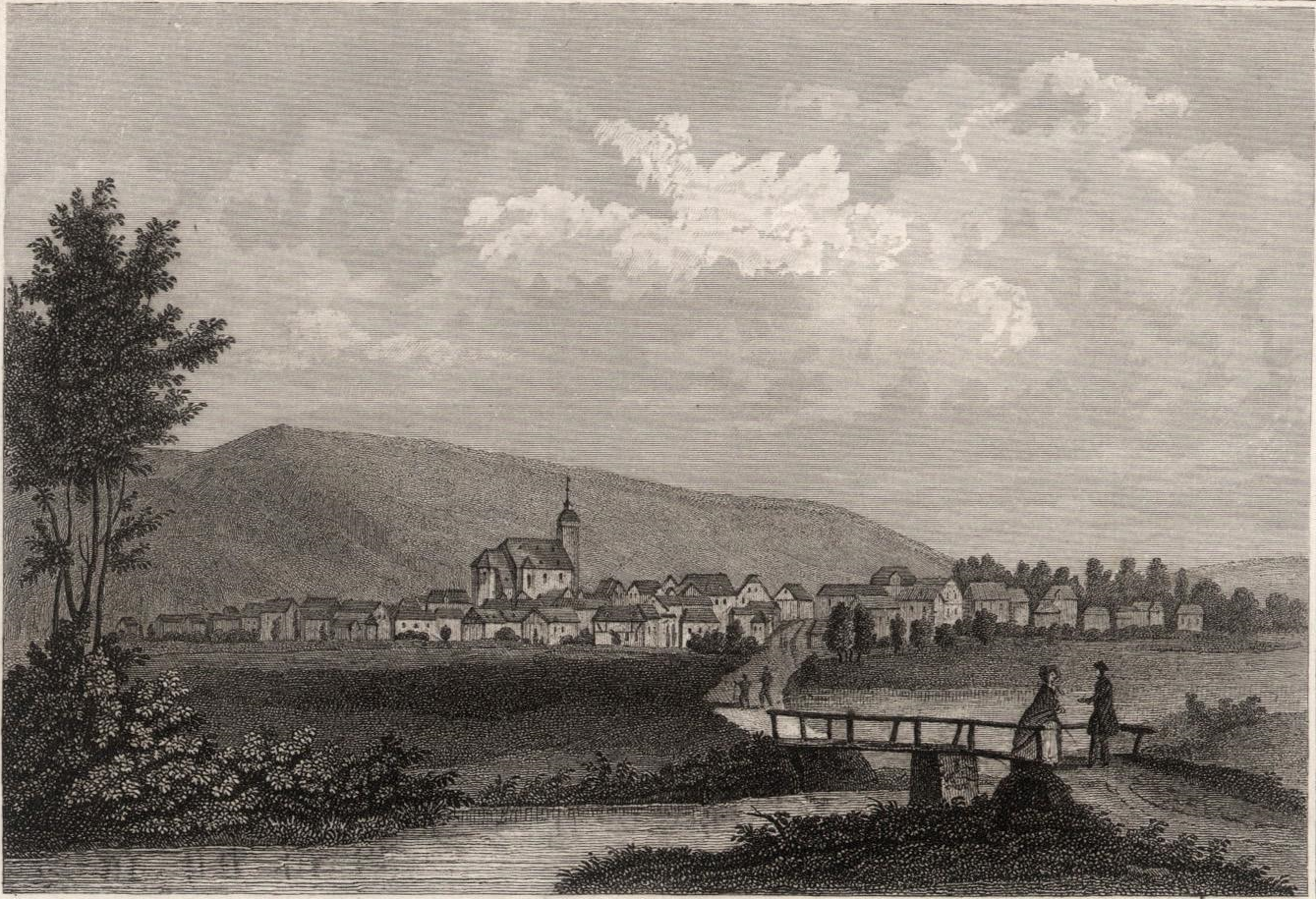
Haiger (Stahlstich) um 1863

Der Haigerer Bahnhof wurde im Ackerfeld vor der Stadt am 12. Januar 1862 eröffnet und verbindet seitdem Haiger mit der Welt.
Am 17. Dezember 1898 wurde eine Schmalspurbahn, die Erze der Grube Constanze zum Bahnhof lieferte, eröffnet. Grube Gnade Gottes aus der Hachelbach dorthin. Dieser Bahnhof wurde am 15. Dezember 1926 ebenfalls Startpunkt der 12,3 Kilometer langen Bahnstrecke Haiger–Breitscheid.
Kurz vor Beginn des Zweiten Weltkriegs lebten in Haiger mehrere jüdische Familien, die nach Zerstörungen in der Reichspogromnacht sowie weiteren Anfeindungen bis zum Kriegsausbruch 1939 geflohen waren oder getötet wurden. In der Zeit des Weltkrieges waren in Haiger und Umgebung ferner zahlreiche Zwangsarbeiter und russische Kriegsgefangene untergebracht. Ein Denkmal unweit des Zentralfriedhofes erinnert daran.
Im Zweiten Weltkrieg wurden außerdem große Teile der Oberstadt durch alliierte Bombenangriffe zerstört. Es gab mehr als 72 Tote und zahlreiche Verletzte. Die Hauptangriffe fanden am 12. und 14. März 1945 durch die 8. US-Luftflotte statt. In den Jahren 1944–1945 fanden zahlreiche Nacht- und Tagangriffe (vermutl.) US-amerikanischer Jagdbomber statt (im Volksmund „Eiserner Gustav“ genannt). Vermutlich war die Bahnstrecke Siegen-Gießen das Hauptziel sowie zahlreiche Munitions- und Nachschubzüge, die am alten Bahnhof häufig zum Stehen kamen. Bei Luftangriffen wurden u. a. die 1930 fertiggestellte katholische Kirche (12. März) sowie die alte Schule stark zerstört. Haiger wurde im April/Mai 1945 durch Teile der US-Army eingenommen bzw. befreit (1st US Army unter Gen. Hodges). In der Innenstadt und um Haiger herum befanden sich noch versprengte Reste deutscher Truppen, Glück und Zufall verhinderten einen weiteren verheerenden Angriff alliierter Bomber.
Am 20. März 2018 erhielt Haiger durch den Hessischen Ministerpräsidenten Volker Bouffier den Zuschlag für den Hessentag 2022. Das Fest sollte innenstadtnah z. B. auf dem großen Firmengelände der Firma Rittal stattfinden. Parkplätze waren in der Nähe der Autobahn 45 geplant – zudem sollte eine Behelfsausfahrt auf Höhe der „Talbrücke Haiger“ genutzt werden. Als Motto war „Innovative Wirtschaft, Ökologie und Energie“ vorgesehen, da auch die enge Verbindung von Wirtschaft und Hessentag den Charakter in Haiger ausmachen sollten.
Die Stadtverordnetenversammlung stimmte am 19. Januar 2022 mit 30 Ja-Stimmen, einer Nein-Stimme und zwei Enthaltungen dafür, wegen der COVID-19-Pandemie auf das Landesfest zu verzichten. Haiger diskutiert bereits über eine neuerliche Bewerbung – möglicherweise im Zusammenhang mit der 1250-Jahr-Feier der Stadt im Jahr 2028.

### Eingemeindungen
Im Zuge der Gebietsreform in Hessen wurde am 1. Januar 1970 die bis dahin selbständige Gemeinde Flammersbach auf freiwilliger Basis in die Stadt Haiger eingemeindet. Es folgten ebenfalls auf freiwilliger Basis am 1. Februar 1971 die Gemeinde Rodenbach und am 1. Oktober 1971 die Gemeinde Dillbrecht.
Am 1. Januar 1977 wurden die Gemeinden Allendorf, Fellerdilln, Haigerseelbach, Langenaubach, Offdilln, Roßbachtal, die am 1. Oktober 1971 durch freiwilligen Zusammenschluss der Gemeinden Niederroßbach und Oberroßbach entstanden war, Sechshelden, Steinbach und Weidelbach kraft Landesgesetz in die Stadt Haiger eingegliedert. Ortsbezirke nach der Hessischen Gemeindeordnung wurden nicht errichtet.

### Namensgebung
Der Stadtname Haiger kommt aus dem Althessischen: Die große Anzahl von Fischreihern am Haigerbach, Aubach und der Dill verhalfen zum Namen „Reiherbach“, bzw. auf althessisch „Heigerahe“. Dieser Name besteht aus den Begriffen „Heiger“, also Reiher, und „Ahe“, also Bach oder Gewässer. Im Laufe der Geschichte wandelte sich diese Schreibweise über die Worte → „Heigrahe“ → „Heigera“ → „Heigere“ → „Heigerin“ → „Heigre“ → „Heigeren“ → „Hegere“ → „Hegera“ → „Heygere“ → „Heyger“ → „Heiger“ → „Häger“ → und „Häyer“ hin zum Namen Haiger. Der Vogel im Haigerer Wappen könnte sich ebenfalls auf den Fischreiher beziehen, ebenso kann es sich um eine Veränderung des Nassauer Löwen handeln. Eine andere, heute eher abgelehnte, Deutung der Namensgenese sieht den Ursprung beim Eichelhäher (von Häher). Argumentiert wird u. a. damit, dass der Vogel im Stadtwappen keinem Reiher ähnelt.

### Verwaltungsgeschichte im Überblick
Die folgende Liste zeigt die Herrschaftsgebiete und Staaten, in denen Haiger lag, bzw. die Verwaltungseinheiten, denen es unterstand:
- 781: Frankenreich, Lahngau (in pago Logenehe)
- 914: Ostfrankenreich, in pago Heigera, Heigera [Kop. 12. Jahrhundert Struck, Quellen zur Geschichte der Klöster 2, Nr. 1048][23]
- 1048: Grafschaft in der Haigermark (sicuti ductus est comitatus in Heigeromarca), Heigerin, in loco [Kop. Mitte 12. Jahrhundert Struck, Quellen zur Geschichte der Klöster 2, S. 444–446 Nr. 1053][23]
- vor 1739: Heiliges Römisches Reich, Grafschaft/Fürstentum Nassau-Dillenburg, Amt Dillenburg mit Gericht Haiger
- ab 1739: Heiliges Römisches Reich, Fürstentum Nassau-Diez, Amt Dillenburg mit Gericht Haiger
- 1806–1813: Großherzogtum Berg, Département Sieg, Arrondissement Dillenburg, Kanton Dillenburg
- 1813–1815: Fürstentum Nassau-Oranien, Amt Dillenburg mit Gericht Haiger
- ab 1816: Herzogtum Nassau[Anm. 1], Amt Dillenburg
- ab 1849: Herzogtum Nassau, Kreisamt Herborn[Anm. 2]
- ab 1854: Herzogtum Nassau, Amt Dillenburg
- ab 1867: Norddeutscher Bund[Anm. 3], Königreich Preußen, Provinz Hessen-Nassau, Regierungsbezirk Wiesbaden, Dillkreis[Anm. 4]
- ab 1871: Deutsches Reich, Königreich Preußen, Provinz Hessen-Nassau, Regierungsbezirk Wiesbaden, Dillkreis
- ab 1918: Deutsches Reich, Freistaat Preußen, Provinz Hessen-Nassau, Regierungsbezirk Wiesbaden, Dillkreis
- ab 1932: Deutsches Reich, Freistaat Preußen, Provinz Hessen-Nassau, Regierungsbezirk Wiesbaden, Landkreis Dillenburg
- ab 1933: Deutsches Reich, Freistaat Preußen, Provinz Hessen-Nassau, Regierungsbezirk Wiesbaden, Dillkreis
- ab 1944: Deutsches Reich, Freistaat Preußen, Provinz Nassau, Dillkreis
- ab 1945: Amerikanische Besatzungszone, Groß-Hessen, Regierungsbezirk Wiesbaden, Dillkreis
- ab 1946: Amerikanische Besatzungszone, Hessen, Regierungsbezirk Wiesbaden, Dillkreis
- ab 1949: Bundesrepublik Deutschland, Hessen, Regierungsbezirk Wiesbaden, Dillkreis
- ab 1968: Bundesrepublik Deutschland, Land Hessen, Regierungsbezirk Darmstadt, Dillkreis
- ab 1977: Bundesrepublik Deutschland, Land Hessen, Regierungsbezirk Darmstadt, Lahn-Dill-Kreis
- ab 1981: Bundesrepublik Deutschland, Land Hessen, Regierungsbezirk Gießen, Lahn-Dill-Kreis

### Einwohnerentwicklung

#### Einwohnerzahlen der Kernstadt Haiger
| Haiger (Kernstadt): Einwohnerzahlen von 1834 bis 2017 | Haiger (Kernstadt): Einwohnerzahlen von 1834 bis 2017 | Haiger (Kernstadt): Einwohnerzahlen von 1834 bis 2017 | Haiger (Kernstadt): Einwohnerzahlen von 1834 bis 2017 | Haiger (Kernstadt): Einwohnerzahlen von 1834 bis 2017 |
| --- | ----------------------------------------------------- | ----------------------------------------------------- | ----------------------------------------------------- | ----------------------------------------------------- |
| Jahr |                                                       |                                                       |                                                       | Einwohner                                             |
| 1834 | 1834                                                  |                                                       | 1.142                                                 | 1.142                                                 |
| 1840 | 1840                                                  |                                                       | 1.141                                                 | 1.141                                                 |
| 1846 | 1846                                                  |                                                       | 1.114                                                 | 1.114                                                 |
| 1852 | 1852                                                  |                                                       | 1.121                                                 | 1.121                                                 |
| 1858 | 1858                                                  |                                                       | 1.179                                                 | 1.179                                                 |
| 1864 | 1864                                                  |                                                       | 1.304                                                 | 1.304                                                 |
| 1871 | 1871                                                  |                                                       | 1.417                                                 | 1.417                                                 |
| 1875 | 1875                                                  |                                                       | 1.504                                                 | 1.504                                                 |
| 1885 | 1885                                                  |                                                       | 1.661                                                 | 1.661                                                 |
| 1895 | 1895                                                  |                                                       | 1.707                                                 | 1.707                                                 |
| 1905 | 1905                                                  |                                                       | 2.140                                                 | 2.140                                                 |
| 1910 | 1910                                                  |                                                       | 2.249                                                 | 2.249                                                 |
| 1925 | 1925                                                  |                                                       | 2.705                                                 | 2.705                                                 |
| 1939 | 1939                                                  |                                                       | 2.722                                                 | 2.722                                                 |
| 1946 | 1946                                                  |                                                       | 3.331                                                 | 3.331                                                 |
| 1950 | 1950                                                  |                                                       | 3.621                                                 | 3.621                                                 |
| 1956 | 1956                                                  |                                                       | 3.884                                                 | 3.884                                                 |
| 1961 | 1961                                                  |                                                       | 4.163                                                 | 4.163                                                 |
| 1967 | 1967                                                  |                                                       | 4.430                                                 | 4.430                                                 |
| 1970 | 1970                                                  |                                                       | 5.276                                                 | 5.276                                                 |
| 1980 | 1980                                                  |                                                       | ?                                                     | ?                                                     |
| 1990 | 1990                                                  |                                                       | ?                                                     | ?                                                     |
| 2005 | 2005                                                  |                                                       | 5.406                                                 | 5.406                                                 |
| 2011 | 2011                                                  |                                                       | 5.385                                                 | 5.385                                                 |
| 2017 | 2017                                                  |                                                       | 5.609                                                 | 5.609                                                 |
| Datenquelle: Historisches Gemeindeverzeichnis für Hessen: Die Bevölkerung der Gemeinden 1834 bis 1967. Wiesbaden: Hessisches Statistisches Landesamt, 1968. Weitere Quellen: LAGIS; nach 1970: Stadt Haiger; Zensus 2011 |                                                       |                                                       |                                                       |                                                       |

#### Religionszugehörigkeit in der Kernstadt Haiger
- 1885: 1553 evangelische (= 93,50 %), 80 katholische (= 4,82 %), 23 andere Christen (= 1,38 %), 5 Juden (= 0,30 %)[20]
- 1961: 3127 evangelische (= 75,11 %), 879 katholische (= 21,11 %) Einwohner[20]
- 2005: 2354 evangelische (= 43,54 %), 785 katholische (= 14,52 %) und 2561 sonstige (= 47,37 %) Einwohner[24]

#### Einwohnerstruktur 2011 der Stadt Haiger
Nach den Erhebungen des Zensus 2011 lebten am Stichtag, dem 9. Mai 2011, in Haiger 19.669 Einwohner. Darunter waren 1587 (8,1 %) Ausländer, von denen 253 aus dem EU-Ausland, 1196 aus anderen europäischen Ländern und 138 aus anderen Staaten kamen. Von den deutschen Einwohnern hatten 11,0 % einen Migrationshintergrund.
Bis zum Jahr 2019 erhöhte sich die Ausländerquote auf 10,5 %.
Nach dem Lebensalter waren 3609 Einwohner unter 18 Jahren, 8286 zwischen 18 und 49, 3780 zwischen 50 und 64 und 3993 Einwohner waren älter.
Die Einwohner lebten in 8020 Haushalten. Davon waren 2289 Singlehaushalte, 2220 Paare ohne Kinder und 2736 Paare mit Kindern, sowie 623 Alleinerziehende und 152 Wohngemeinschaften. In 1728 Haushalten lebten ausschließlich Senioren und in 5268 Haushaltungen leben keine Senioren.

#### Einwohnerzahlen der Stadt Haiger
| Stadt Haiger: Einwohnerzahlen von 1973 bis 2020                                                                                                | Stadt Haiger: Einwohnerzahlen von 1973 bis 2020 | Stadt Haiger: Einwohnerzahlen von 1973 bis 2020 | Stadt Haiger: Einwohnerzahlen von 1973 bis 2020 | Stadt Haiger: Einwohnerzahlen von 1973 bis 2020 |
| --- | ----------------------------------------------- | ----------------------------------------------- | ----------------------------------------------- | ----------------------------------------------- |
| Jahr |                                                 |                                                 |                                                 | Einwohner                                       |
| 1973 | 1973                                            |                                                 | 17.996                                          | 17.996                                          |
| 1975 | 1975                                            |                                                 | 17.828                                          | 17.828                                          |
| 1980 | 1980                                            |                                                 | 18.049                                          | 18.049                                          |
| 1985 | 1985                                            |                                                 | 17.729                                          | 17.729                                          |
| 1990 | 1990                                            |                                                 | 19.093                                          | 19.093                                          |
| 1995 | 1995                                            |                                                 | 20.324                                          | 20.324                                          |
| 2000 | 2000                                            |                                                 | 20.222                                          | 20.222                                          |
| 2005 | 2005                                            |                                                 | 19.922                                          | 19.922                                          |
| 2010 | 2010                                            |                                                 | 19.103                                          | 19.103                                          |
| 2011 | 2011                                            |                                                 | 19.669                                          | 19.669                                          |
| 2015 | 2015                                            |                                                 | 19.199                                          | 19.199                                          |
| 2020 | 2020                                            |                                                 | 19.258                                          | 19.258                                          |
| Quellen: Hessisches Statistisches Informationssystem; Zensus 2011 Einschließlich der im Zuge der Gebietsreform in Hessen eingegliederten Orte. |                                                 |                                                 |                                                 |                                                 |

#### Religionszugehörigkeit in der Stadt Haiger nach 1961
| • 1987: | 12.274 evangelische (= 67,0 %), 2370 katholische (= 12,9 %), 3689 sonstige (= 20,1 %) Einwohner |
| • 2011: | 11.110 evangelische (= 56,5 %), 2010 katholische (= 10,2 %), 6560 sonstige (= 33,3 %) Einwohner |

## Politik

### Stadtverordnetenversammlung
Die Kommunalwahl am 14. März 2021 lieferte folgendes Ergebnis, in Vergleich gesetzt zu früheren Kommunalwahlen:
| Sitzverteilung in der Stadtverordnetenversammlung 2021Insgesamt 37 Sitze - SPD: 7 - FDP: 4 - FWG-Haiger: 11 - CDU: 13 - AfD: 2 | Parteien und Wählergemeinschaften | Parteien und Wählergemeinschaften           | 2021  | 2021  | 2016  | 2016  | 2011  | 2011  | 2006  | 2006  | 2001  | 2001  |
| Sitzverteilung in der Stadtverordnetenversammlung 2021Insgesamt 37 Sitze - SPD: 7 - FDP: 4 - FWG-Haiger: 11 - CDU: 13 - AfD: 2 | Parteien und Wählergemeinschaften | Parteien und Wählergemeinschaften           | %     | Sitze | %     | Sitze | %     | Sitze | %     | Sitze | %     | Sitze |
| Sitzverteilung in der Stadtverordnetenversammlung 2021Insgesamt 37 Sitze - SPD: 7 - FDP: 4 - FWG-Haiger: 11 - CDU: 13 - AfD: 2 | CDU                               | Christlich Demokratische Union Deutschlands | 35,9  | 13    | 45,0  | 17    | 46,6  | 17    | 44,5  | 16    | 36,8  | 14    |
| Sitzverteilung in der Stadtverordnetenversammlung 2021Insgesamt 37 Sitze - SPD: 7 - FDP: 4 - FWG-Haiger: 11 - CDU: 13 - AfD: 2 | FWG-Haiger                        | Freie Wählergemeinschaft Haiger             | 28,6  | 11    | 21,6  | 8     | 16,1  | 6     | 9,9   | 4     | –     | –     |
| Sitzverteilung in der Stadtverordnetenversammlung 2021Insgesamt 37 Sitze - SPD: 7 - FDP: 4 - FWG-Haiger: 11 - CDU: 13 - AfD: 2 | SPD                               | Sozialdemokratische Partei Deutschlands     | 18,6  | 7     | 25,9  | 9     | 32,7  | 12    | 27,4  | 10    | 34,2  | 13    |
| Sitzverteilung in der Stadtverordnetenversammlung 2021Insgesamt 37 Sitze - SPD: 7 - FDP: 4 - FWG-Haiger: 11 - CDU: 13 - AfD: 2 | FDP                               | Freie Demokratische Partei                  | 11,1  | 4     | 7,6   | 3     | 4,5   | 2     | 4,3   | 2     | 3,7   | 1     |
| Sitzverteilung in der Stadtverordnetenversammlung 2021Insgesamt 37 Sitze - SPD: 7 - FDP: 4 - FWG-Haiger: 11 - CDU: 13 - AfD: 2 | AfD                               | Alternative für Deutschland                 | 5,8   | 2     | –     | –     | –     | –     | –     | –     | –     | –     |
| Sitzverteilung in der Stadtverordnetenversammlung 2021Insgesamt 37 Sitze - SPD: 7 - FDP: 4 - FWG-Haiger: 11 - CDU: 13 - AfD: 2 | REP                               | Die Republikaner                            | –     | –     | –     | –     | –     | –     | 7,7   | 3     | 9,0   | 3     |
| Sitzverteilung in der Stadtverordnetenversammlung 2021Insgesamt 37 Sitze - SPD: 7 - FDP: 4 - FWG-Haiger: 11 - CDU: 13 - AfD: 2 | NLA                               | Natürlich Leben und Arbeiten                | –     | –     | –     | –     | –     | –     | 6,2   | 2     | 8,6   | 3     |
| Sitzverteilung in der Stadtverordnetenversammlung 2021Insgesamt 37 Sitze - SPD: 7 - FDP: 4 - FWG-Haiger: 11 - CDU: 13 - AfD: 2 | BL-FWG                            | Bürgerliste-Freie Wählergemeinschaft        | –     | –     | –     | –     | –     | –     | –     | –     | 7,7   | 3     |
| Sitzverteilung in der Stadtverordnetenversammlung 2021Insgesamt 37 Sitze - SPD: 7 - FDP: 4 - FWG-Haiger: 11 - CDU: 13 - AfD: 2 | Gesamt                            | Gesamt                                      | 100,0 | 37    | 100,0 | 37    | 100,0 | 37    | 100,0 | 37    | 100,0 | 37    |
| Sitzverteilung in der Stadtverordnetenversammlung 2021Insgesamt 37 Sitze - SPD: 7 - FDP: 4 - FWG-Haiger: 11 - CDU: 13 - AfD: 2 | Wahlbeteiligung in %              | Wahlbeteiligung in %                        | 43,8  | 43,8  | 43,0  | 43,0  | 36,3  | 36,3  | 35,2  | 35,2  | 40,5  | 40,5  |

### Bürgermeister

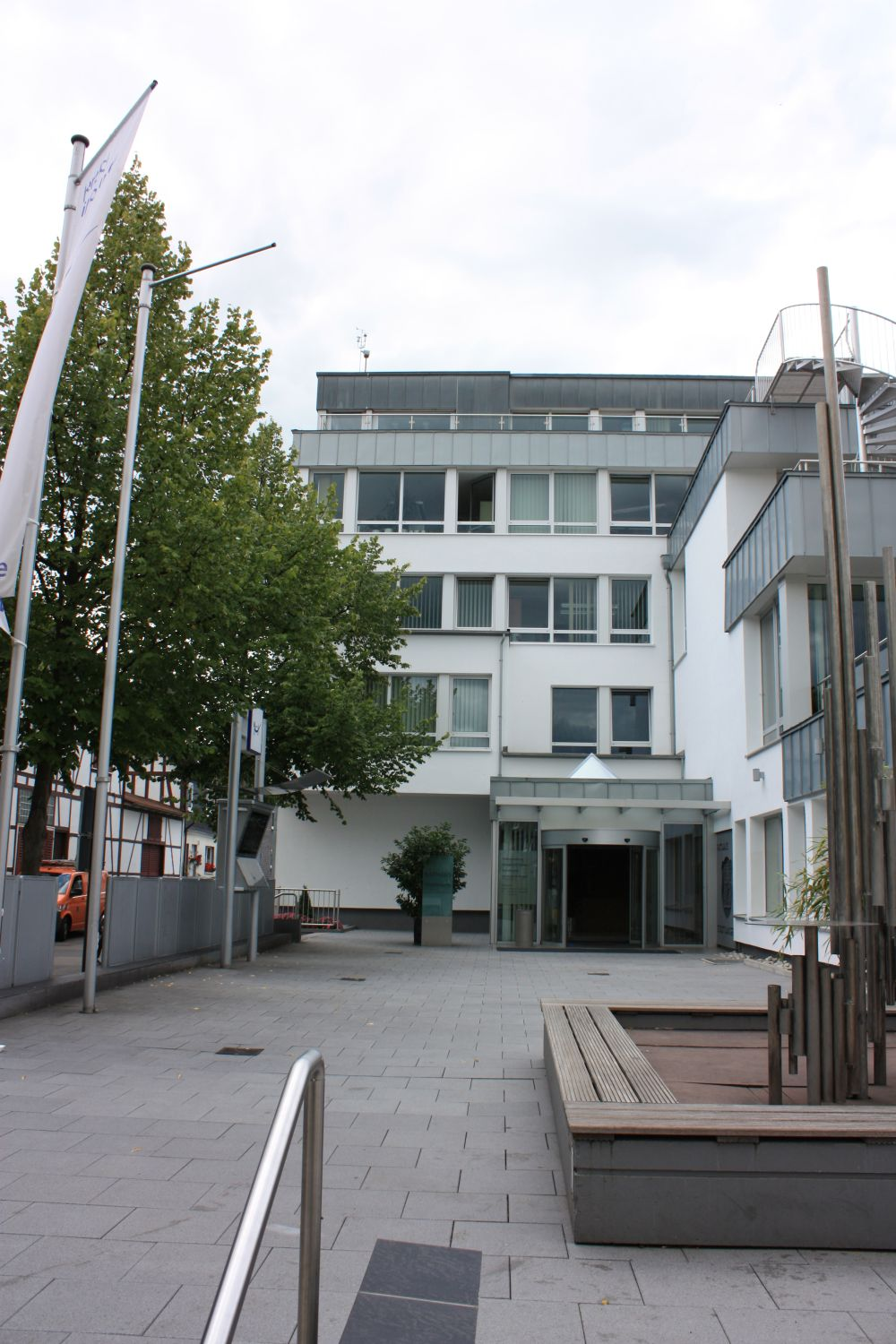
Haupteingang zum Rathaus am Marktplatz

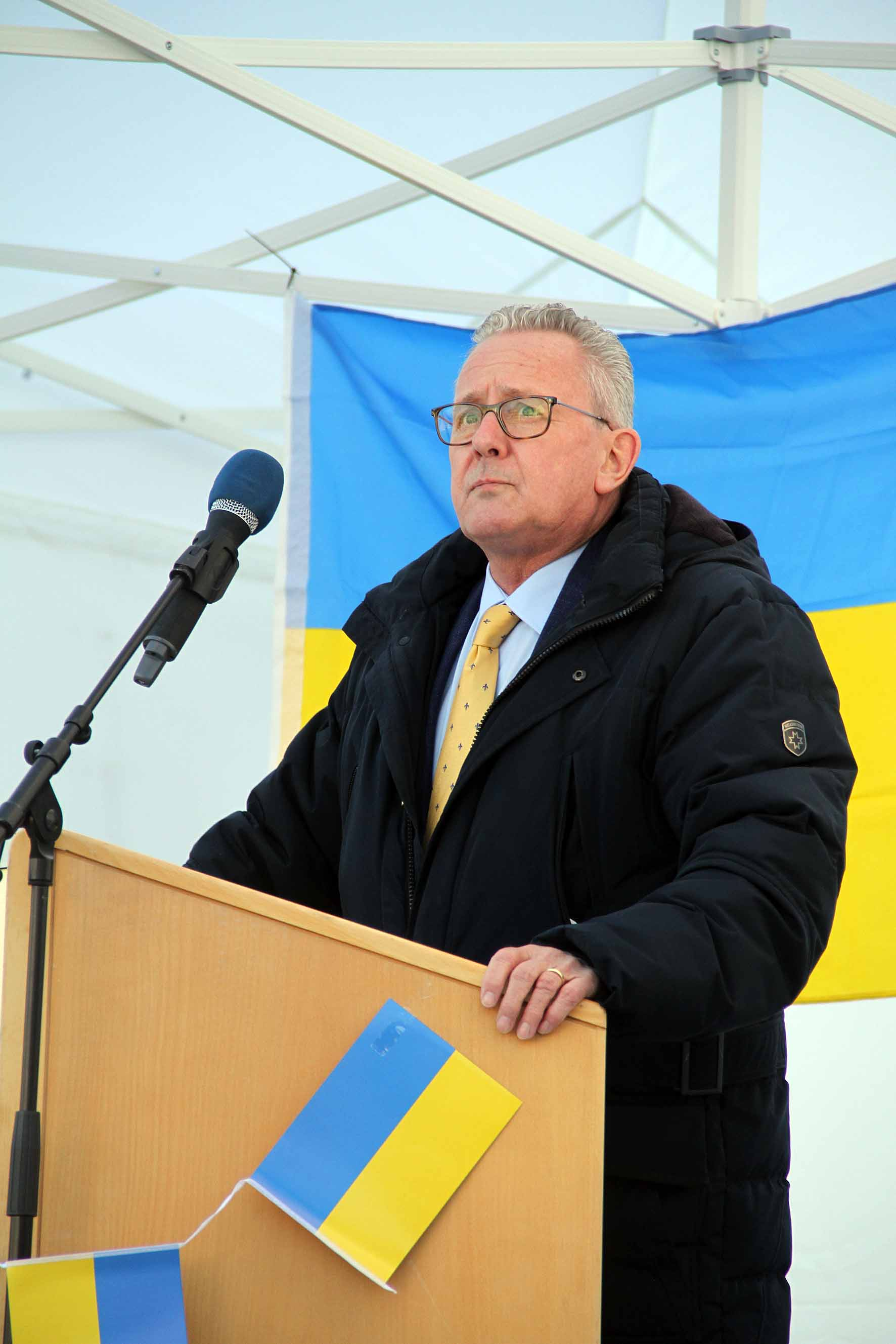
Haigers Bürgermeister Mario Schramm während einer Friedensdemo für die Ukraine (2022)

Nach der hessischen Kommunalverfassung wird der Bürgermeister für eine sechsjährige Amtszeit gewählt, seit dem Jahr 1993 in einer Direktwahl, und ist Vorsitzender des Magistrats, dem in der Stadt Haiger neben dem Bürgermeister ehrenamtlich ein Erster Stadtrat und fünf weitere Stadträte angehören. Bürgermeister ist seit dem 1. Juli 2014 der parteiunabhängige Mario Schramm. Er wurde als Nachfolger von Gerhard Zoubek (SPD), der nach vier Amtszeiten nicht wieder kandidiert hatte, am 23. Februar 2014 in einer Stichwahl bei 45,4 Prozent Wahlbeteiligung mit 56,6 Prozent der Stimmen gewählt. Es folgte eine Wiederwahl ohne Gegenkandidaten im Februar 2020.
Amtszeiten der Bürgermeister
- 2014–2026 Mario Schramm[36]
- 1990–2014 Gerhard Zoubek (SPD)[37]
- 1954–1990 Willi Kröckel (1926–2009, ein Teil der Kreuzgasse, vom Kreisel bei der Firma Rittal bis zur B 277, wurde 2011 in Willi-Kröckel-Allee umbenannt.)[40]
- 1946–1954 Erich Panzer[41]

### Gemeindepartnerschaften
- Haiger – Montville (Seine-Maritime),[42] Frankreich

Die Partnerschaft entstand auf Initiative der Johann-Textor-Schule Haiger, die mit dem Collège Noel in Montville seit rund 20 Jahren einen Schüleraustausch pflegt. Diese Freundschaft wurde offiziell 1991 in Montville und 1992 in Haiger durch Unterzeichnung einer Urkunde der Bürgermeister aus Montville und Haiger besiegelt. Bürger, Vereine und Gruppen halten regen Kontakt.
- Haiger-Sechshelden – Plombières-lès-Dijon,[43] Frankreich

1964 besiegelten die Ortschaft Plombières-lès-Dijon und die damals noch selbstständige Gemeinde Sechshelden offiziell diese Partnerschaft, deren Ursprung auf die fürsorgliche Aufnahme eines ehemaligen französischen Kriegsgefangenen bei Sechsheldener Familien zurückgeht.
Durch freundschaftliche Beziehungen von Bürgern beider Gemeinden weitete sich der Kreis aus.
- Haiger – Wolfsberg (Thüringen)

Seit 1991 besteht die Freundschaft zwischen Haiger und der ehemaligen Gemeinde Wolfsberg. Kurz nach der deutsch-deutschen Wiedervereinigung hatten die damaligen Bürgermeister die Partnerschaft „per Handschlag“ geschlossen. „Für Urkunde und Vertrag hatten wir damals keine Zeit.“ Man spricht deshalb von einer unbesiegelten Partnerschaft. Der Anfang der Freundschaft stand im Zeichen der Arbeit: Wolfsberg hat sämtliche Verwaltungspapiere übernommen: „In den ersten Jahren nach der Wiedervereinigung unterstützen die politischen Gremien und die Verwaltung der Stadt Haiger die Gemeinde Wolfsberg in Thüringen beim Aufbau einer neuen Verwaltungsstruktur.“ Noch zwanzig Jahre nach der Vereinigung arbeitet man in Wolfsberg mit der Haigerschen Kameralistik (in Haiger hat man mittlerweile doppische Haushaltsführung umgestellt). Im Jahre 1994 überführten Haigerer Feuerwehrkameraden ein Feuerwehrfahrzeug in die thüringische Partnerstadt.
In Haiger finden jährlich, meistens im September, zur Feier der Freundschaft die „Thüringer Tage“ statt.

## Kultur und Sehenswürdigkeiten

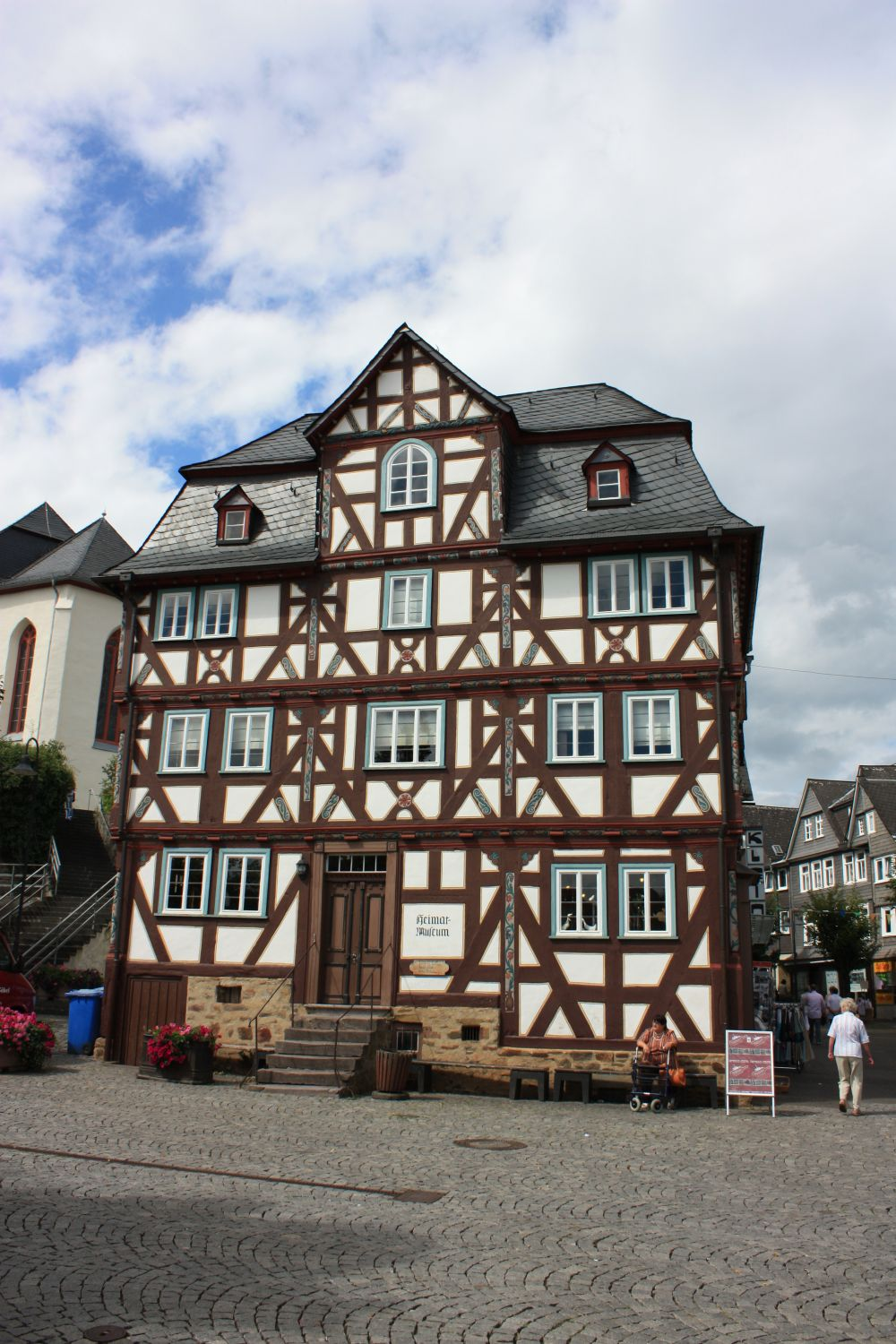
Das Heimatmuseum am Marktplatz

### Museen
- Heimatmuseum Haiger

Anlässlich der Feiern zur 1200. Wiederkehr der Ersterwähnung Haigers wurde 1978 das Heimatmuseum am Marktplatz in einem der schönsten Fachwerkbauten aus dem Jahr 1724/25 eingerichtet. Dargestellt sind die natürlichen, geschichtlichen, wirtschaftlichen und volkskundlichen Gegebenheiten der Stadt Haiger und des ihr zugeordneten Raumes.
- Das Leinen- und Spitzenmuseum Haigerseelbach

Im alten Rathaus des Stadtteils Haigerseelbach befindet sich das einzige Leinen- und Spitzenmuseum in Hessen. Hier wird die Herstellung vom Kleidungsstücken aus Flachs gezeigt, ebenso wie die daraus entstehenden Produkte. Nachwachsende Rohstoffe bilden den neuesten Teil der Ausstellung.
- Heimatstube Sechshelden

Die Heimatstube des Haigerer Ortsteils befindet sich in der ehemaligen Dorfschmiede und zeigt Exponate der Dorfgeschichte des am 1. November 1371 erstmals urkundlich erwähnten Orts.

### Bauwerke
Baulicher Mittelpunkt der Altstadt von Haiger ist die Evangelische Stadtkirche, bei der es sich im Kern um ein romanisches Bauwerk handelt. In der Altstadt haben sich zahlreiche Fachwerkbauten aus dem 18. Jahrhundert erhalten, die jedoch häufig verputzt sind. Zu den besonders sehenswerten gehört das Pfarrhaus und das Haus Fischbach in dem heute das Heimatmuseum untergebracht ist.
Mit dem 19. Jahrhundert setzte die Erweiterung der Stadt ein. Aus dieser Epoche sind die Aubachbrücke (erbaut 1801), die Alte Wache (um 1824) und mehrere Villen erhalten. Weitere Kulturdenkmäler sind die katholische Kirche (spätes 19. Jahrhundert) und der Bahnhof im Jugendstil (erbaut 1913).
Auf dem 395 m hohen Kopf südlich von Haiger steht der denkmalgeschützte Eduardsturm, ein 1883 errichteter etwa zehn Meter hoher Aussichtsturm

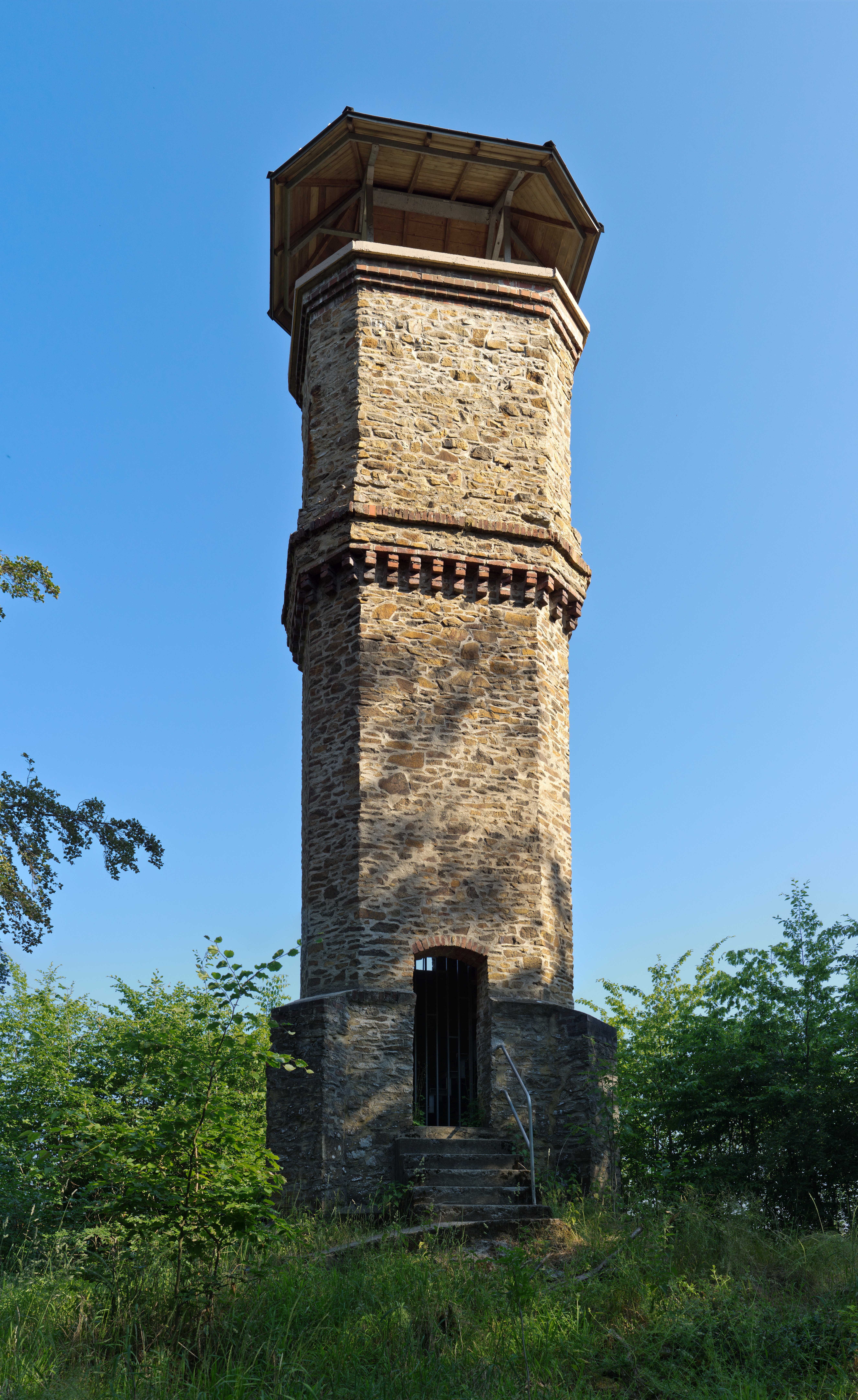
Eduardsturm

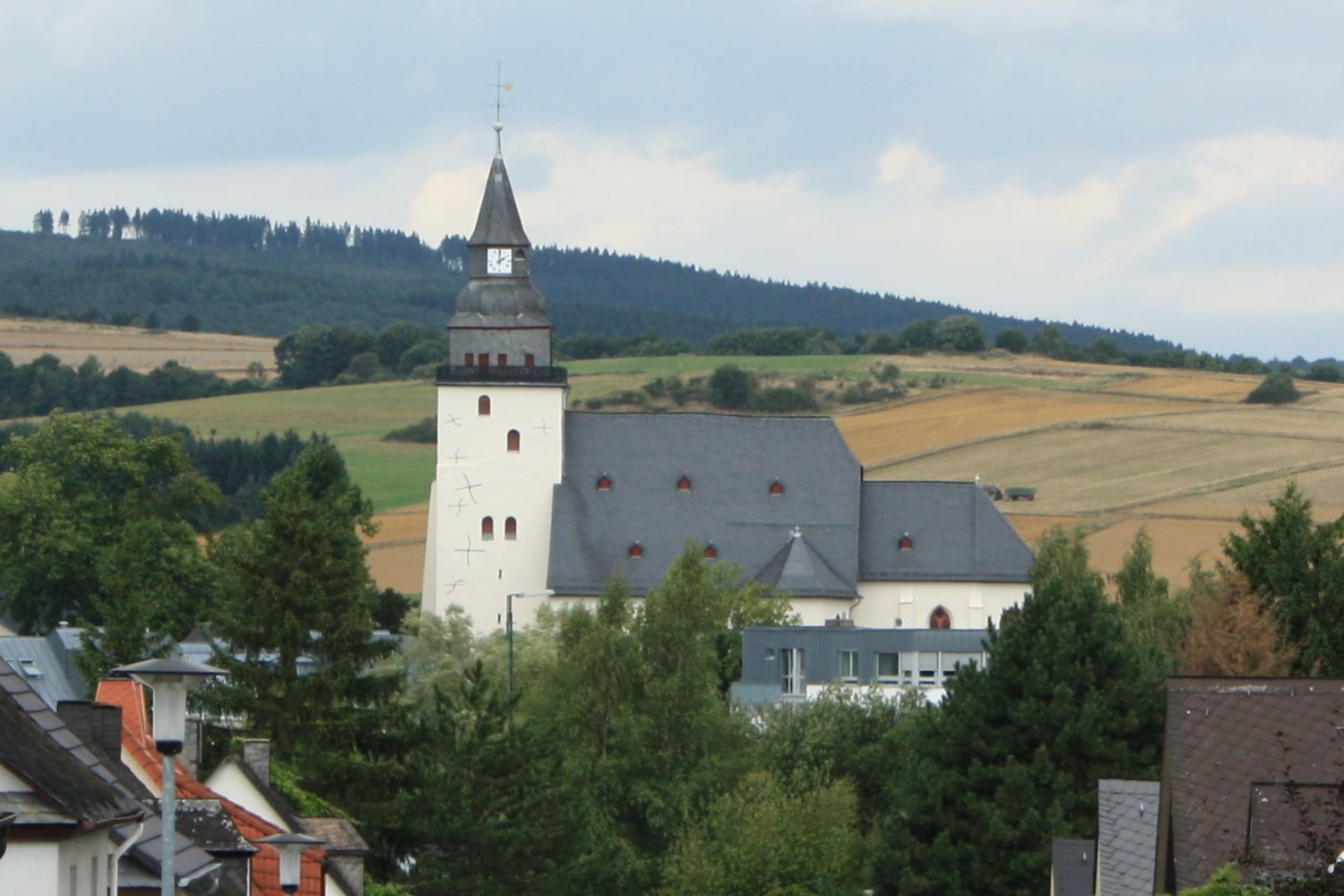
Die evangelische Kirche, deren älteste Teile aus dem 11. Jahrhundert stammen, prägt das Stadtbild
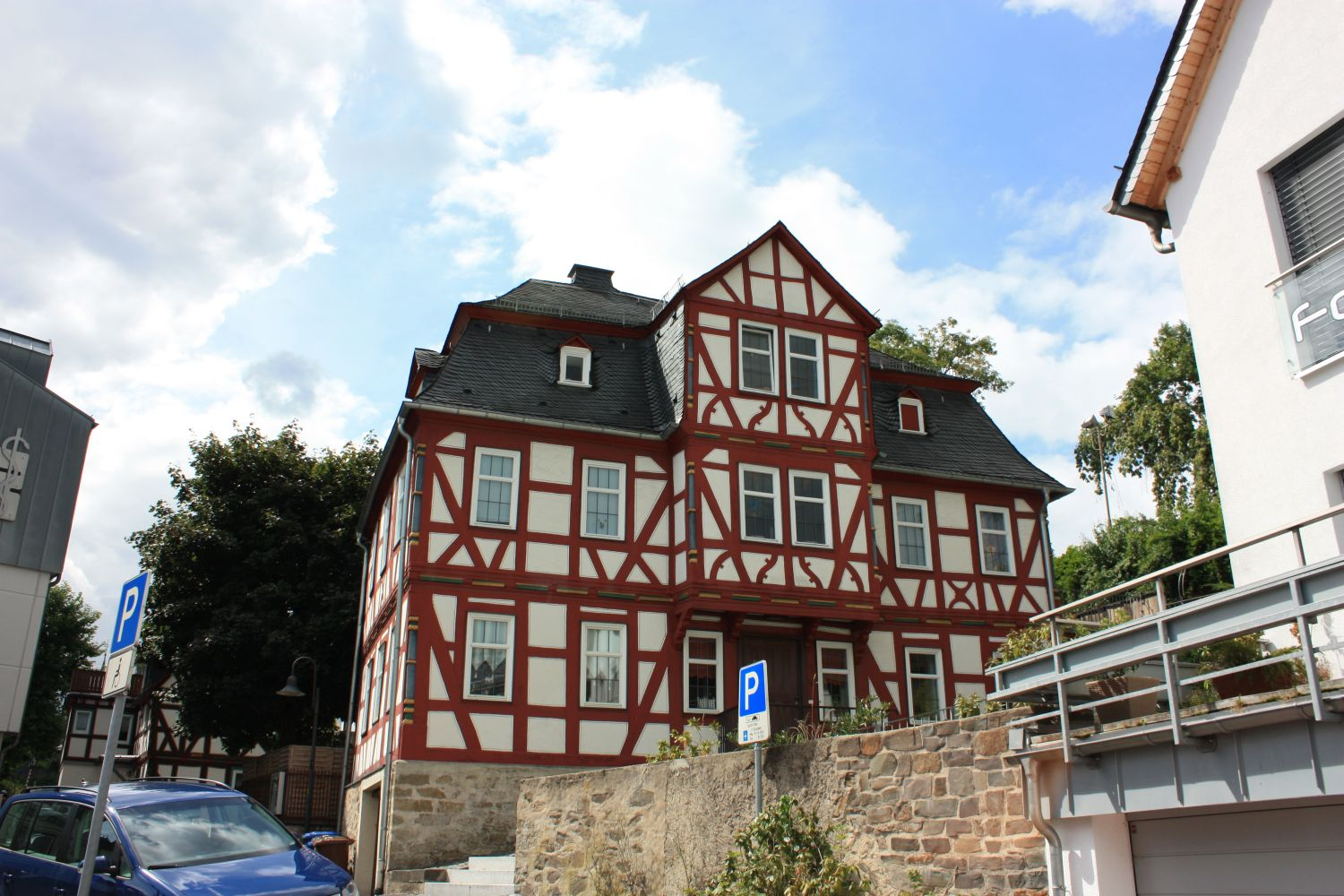
Das historische Pfarrhaus unterhalb der Kirche
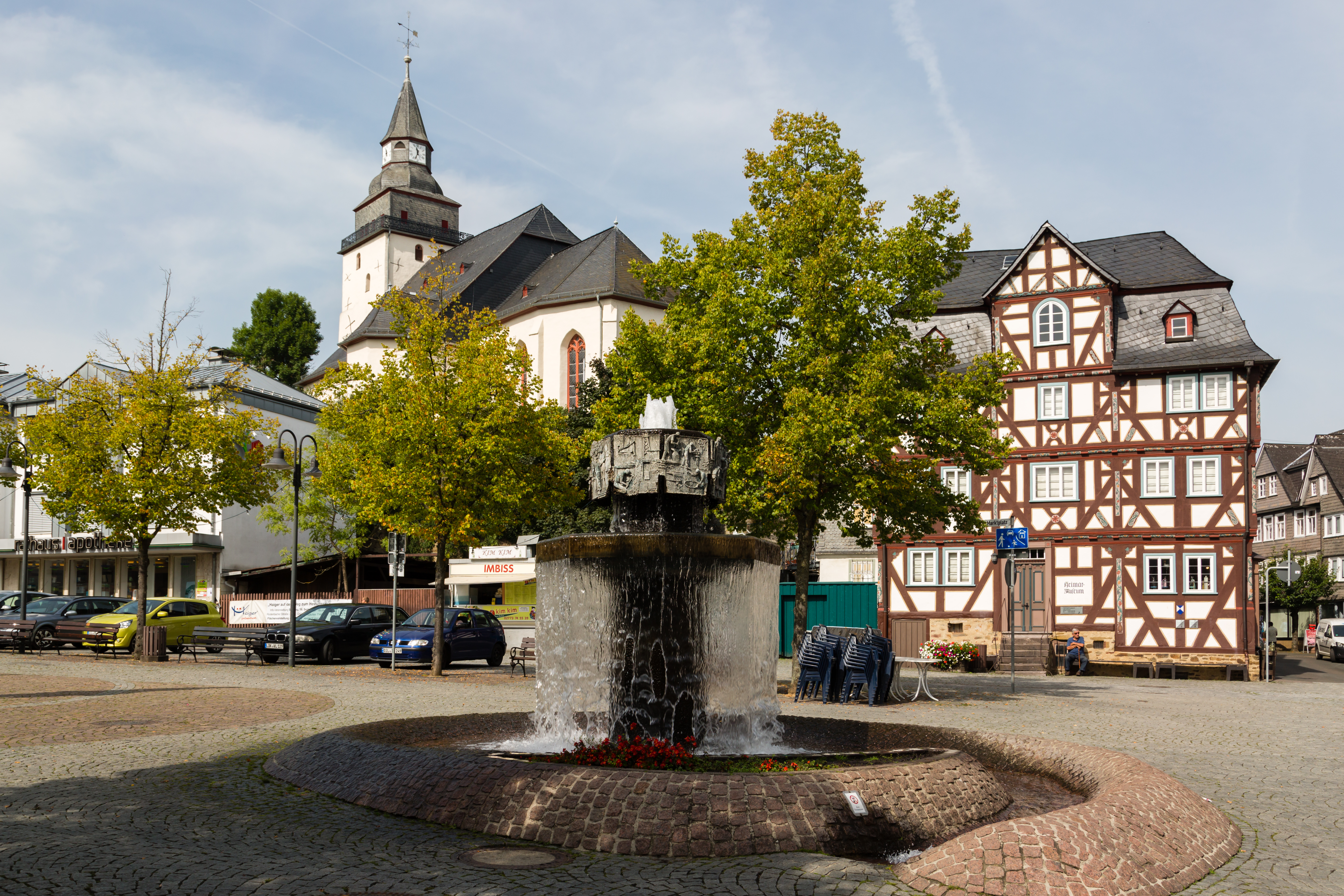
Der Marktplatz in Haiger
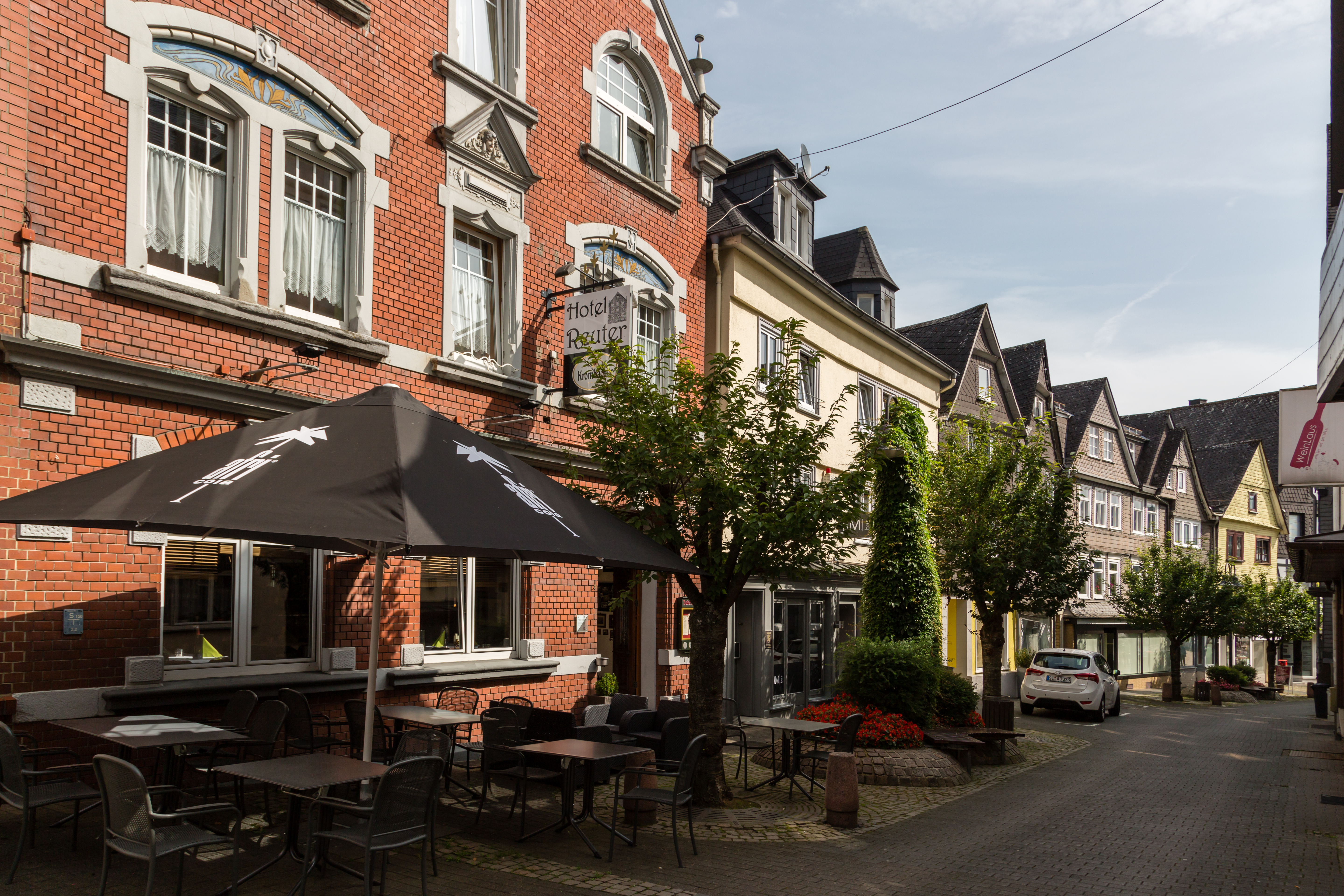
Die Hauptstraße in Haiger
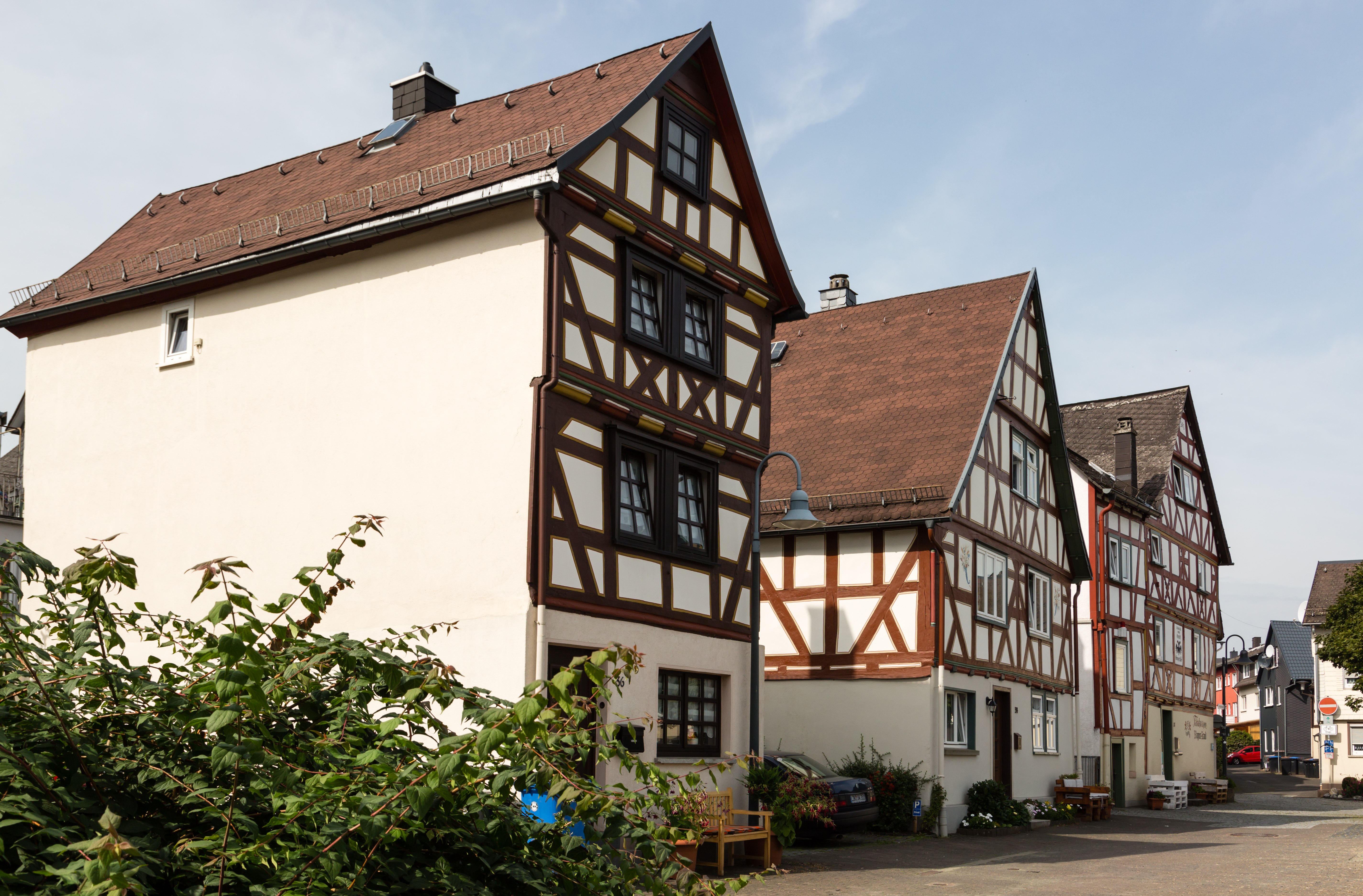
Die Isabellenstraße in Haiger
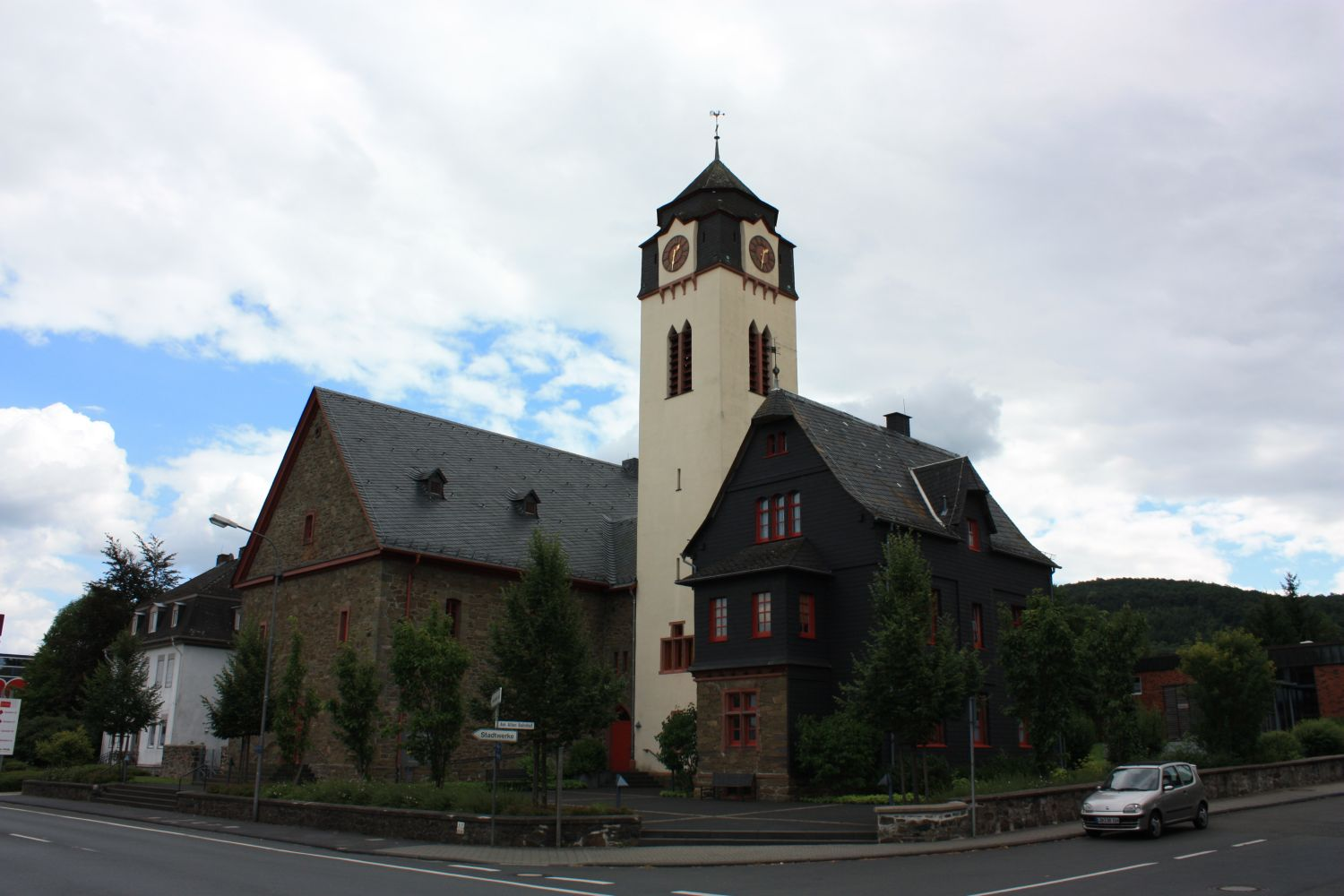
Die katholische Kirche, ein Bauwerk aus dem letzten Jahrzehnt des 19. Jahrhunderts
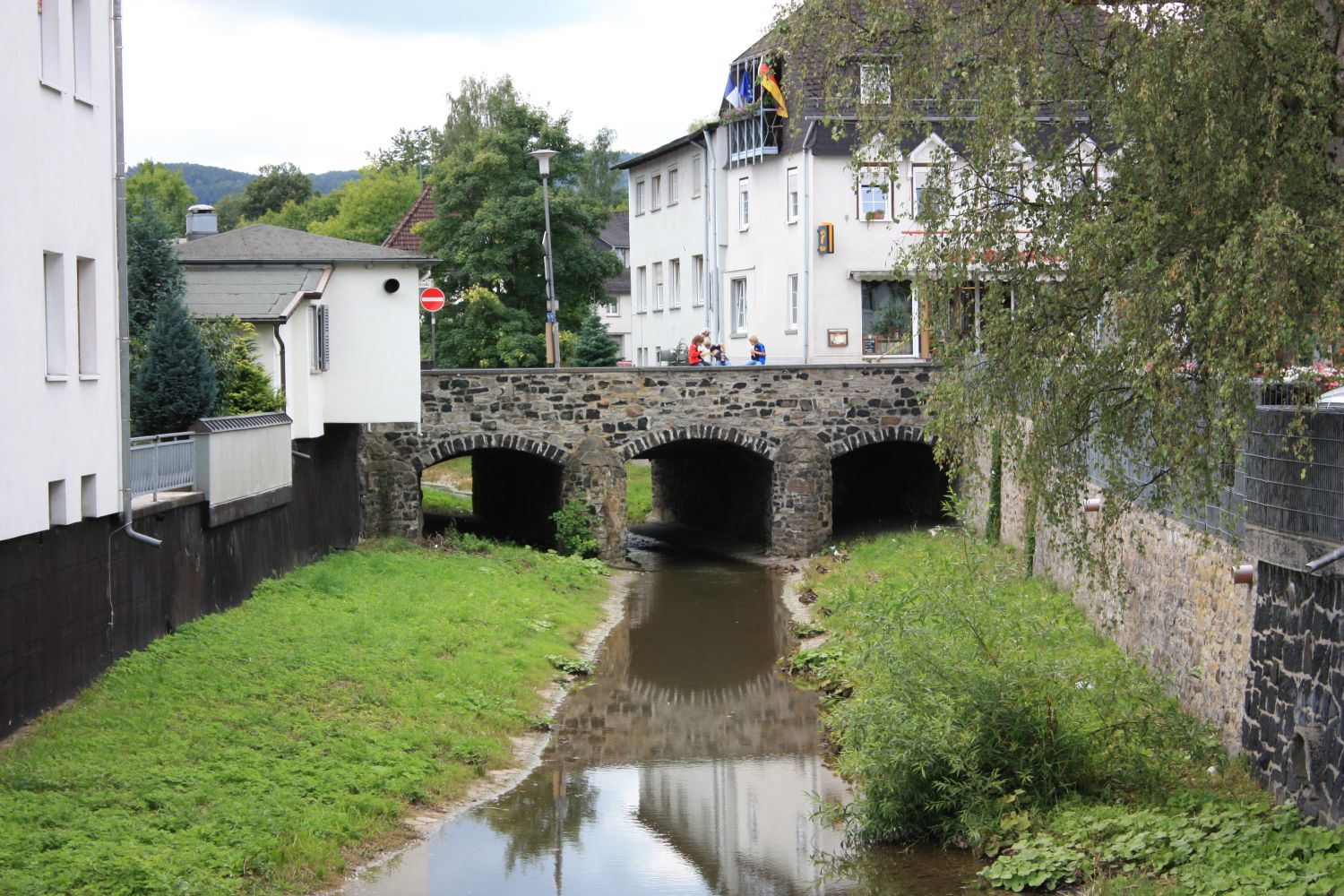
Die historische Aubachbrücke (erbaut 1801)

### Sport

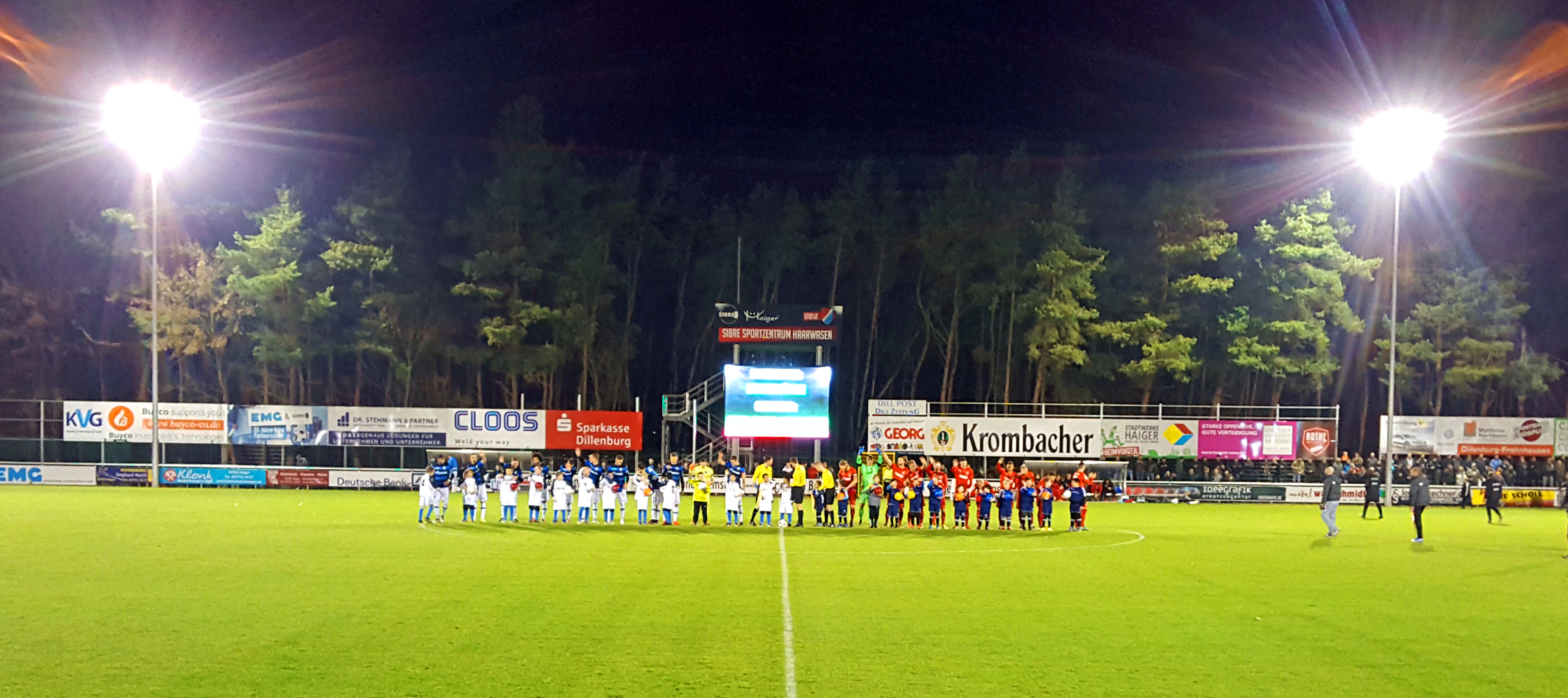
Flutlichtspiel des TSV Steinbachs im SIBRE-Sportzentrum Haarwasen in Haiger

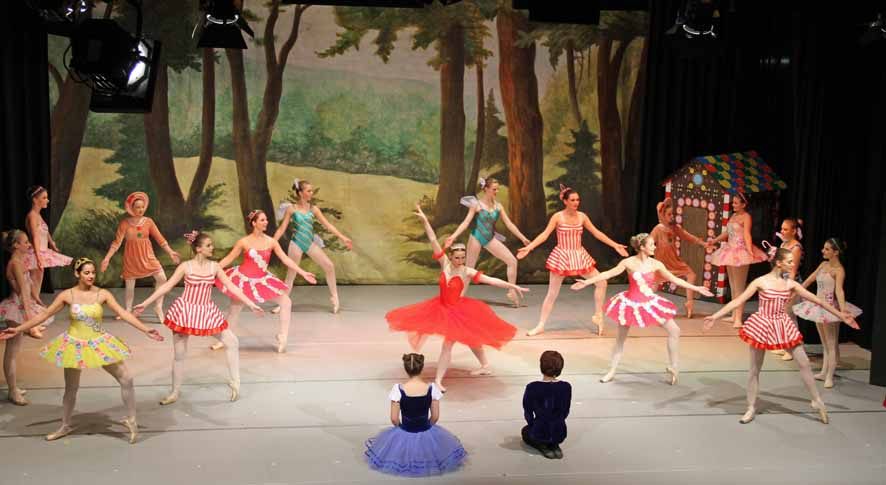
Ballettschule Ivanisi bei der Aufführung von Hänsel und Gretel (2019)

- TSV Steinbach Haiger, Fußball-Regionalliga Südwest 2021/22
- SKC Blau-Weiß Haiger
- Eintracht Haiger
- TV 1885 Haiger
- Ballettschule Ivanisi

### Regelmäßige Veranstaltungen
- Altstadtfest
- Lukasmarkt (Oktober)
- Pfingstmarkt
- Weihnachtsmarkt

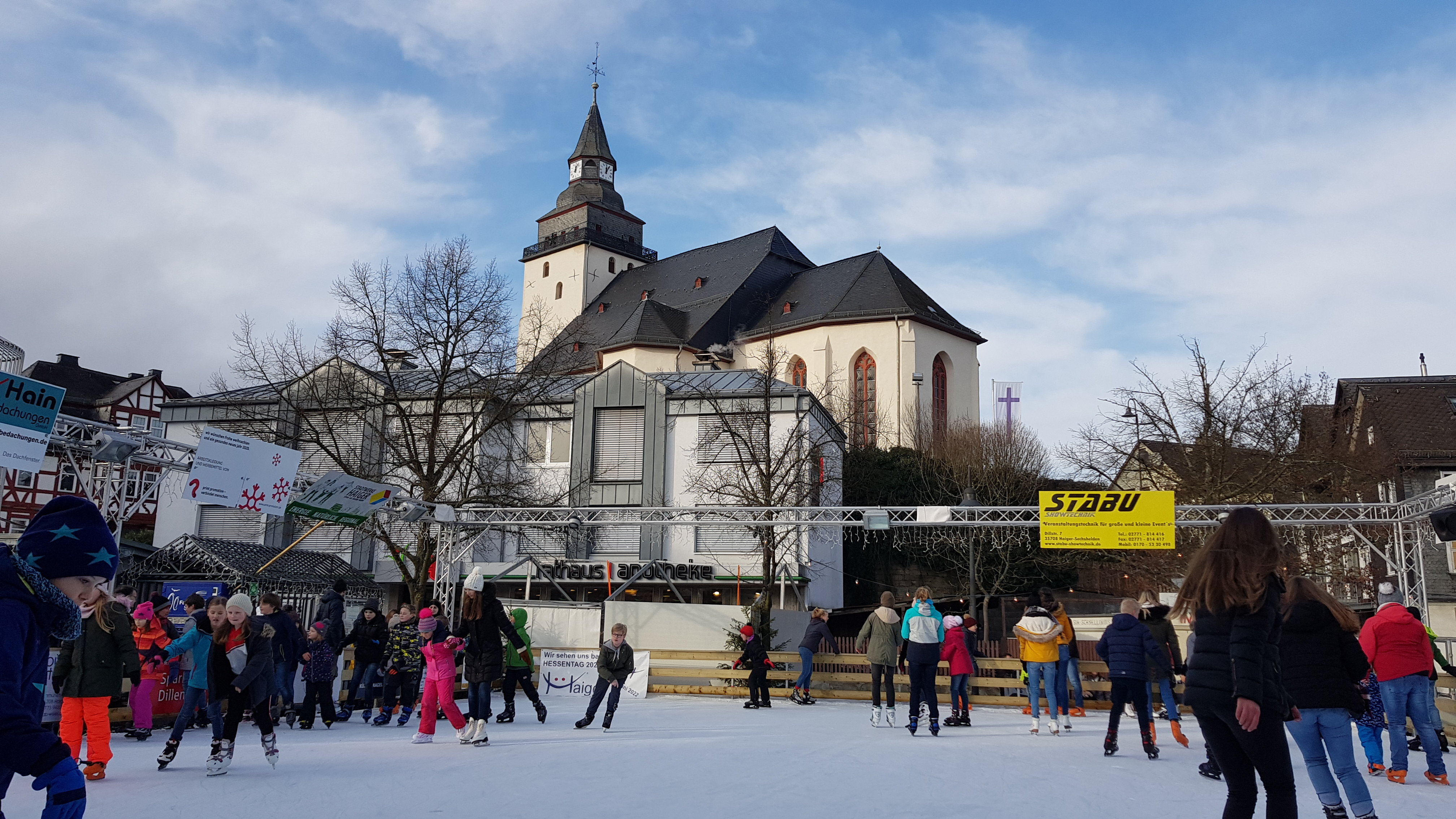
Eisbahn im Dezember 2019 in Haiger am Marktplatz

- Musikalischer Herbst/musikalischer Frühling in der Kulturkapelle Langenaubach
- Thüringer Tage
- Drachenfest
- Freitags Live in Haiger (7 Open-Air-Konzerte in der Innenstadt)
- Kunst in der Stadt (im zweijährigen Wechsel)
- Eislauf-Arena im Advent mit Winterzauber (Marktstände, Konzerte)

## Wirtschaft und Infrastruktur

### Verkehr
Haiger liegt mit dem Bahnhof Haiger an der Dillstrecke Siegen–Gießen und ist Endpunkt der Strecke aus Betzdorf, in deren Verlauf im Stadtgebiet auch die Haltepunkte Haiger Obertor und Allendorf (Dillkr) bedient werden. Der an der 1997 stillgelegten und inzwischen komplett demontierten Bahnstrecke Haiger–Breitscheid gelegene Haltepunkt Haiger West, 900 Meter vom Bahnhof Haiger entfernt, wurde 1980 geschlossen.
An der Dillstrecke liegen zudem die Haltepunkte Rodenbach (Dillkr) und Dillbrecht.
Neben den regionalen Buslinien des Rhein-Main-Verkehrsverbunds verkehrt in Haiger seit 2021 ein Bürgerbus, der nach Bedarf als Rufbus fährt.
Insgesamt stehen in Haiger über 1000 gebührenfreie Parkplätze zur Verfügung. Im Jahre 2011 wurde eine Ortsumgehung im Verlauf der B 277 eröffnet, so dass der Verkehr nun nicht mehr durch die Innenstadt fahren muss.

### Ansässige Unternehmen

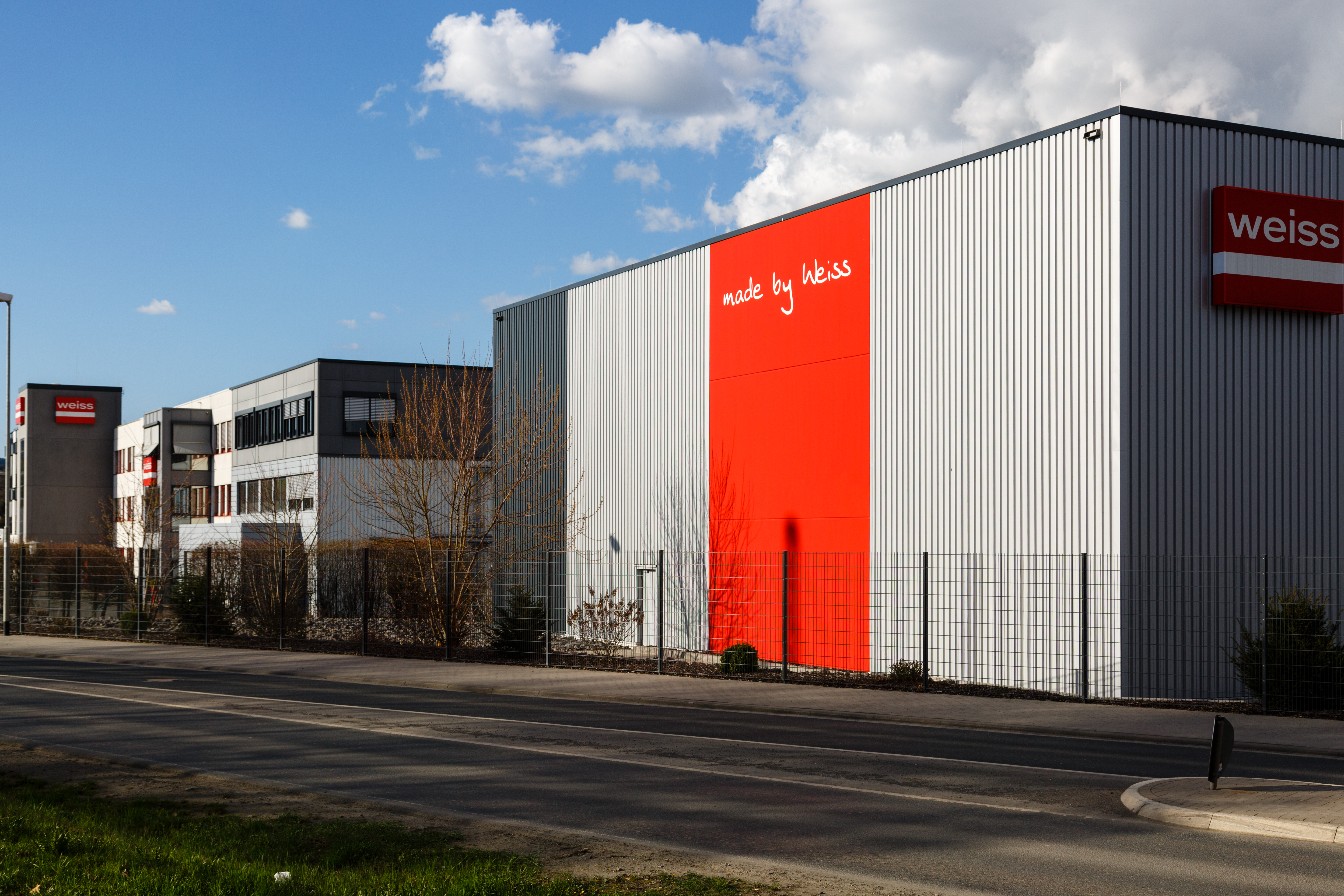
Weiß Chemie und Technik

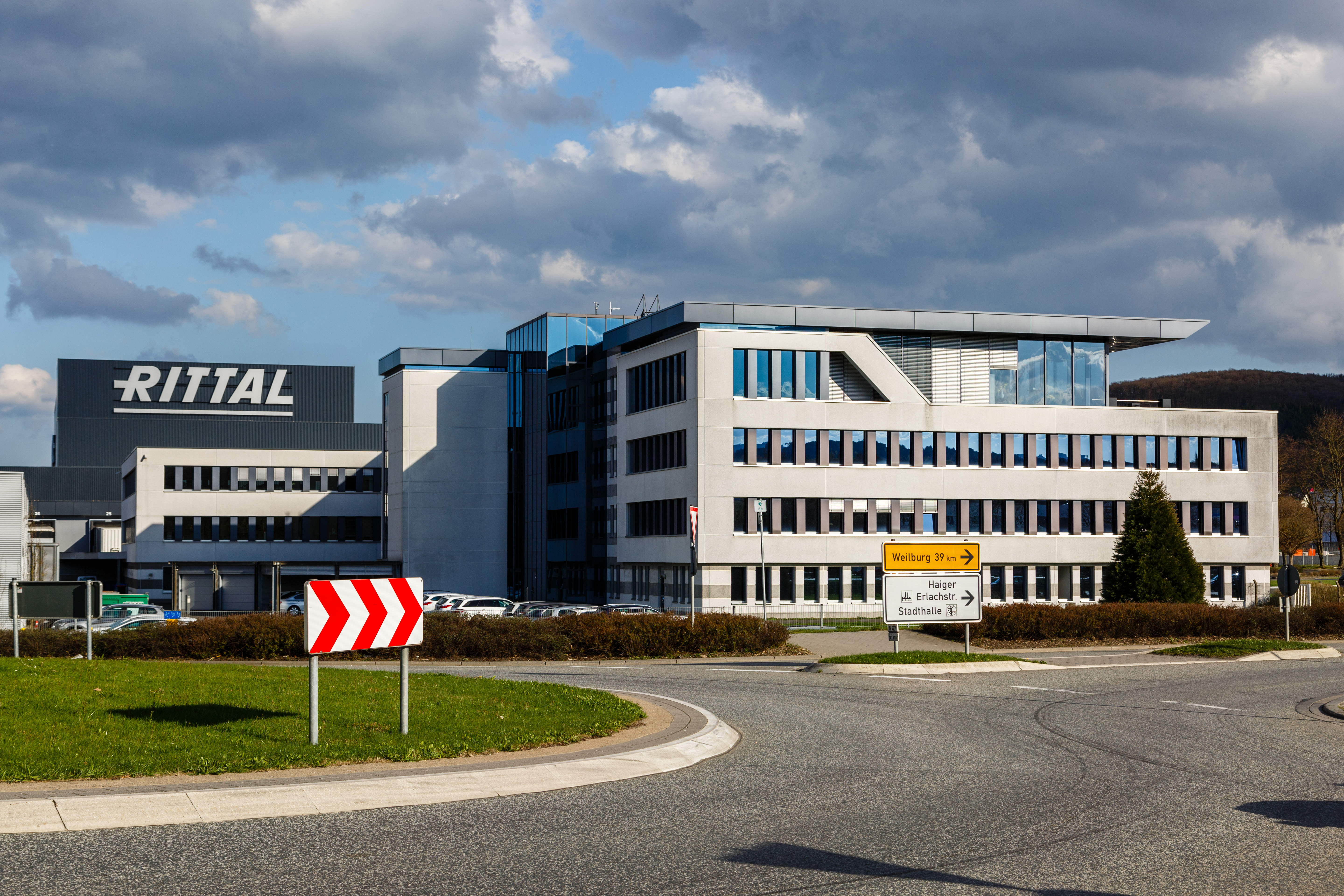
Friedhelm Loh Group / Rittal

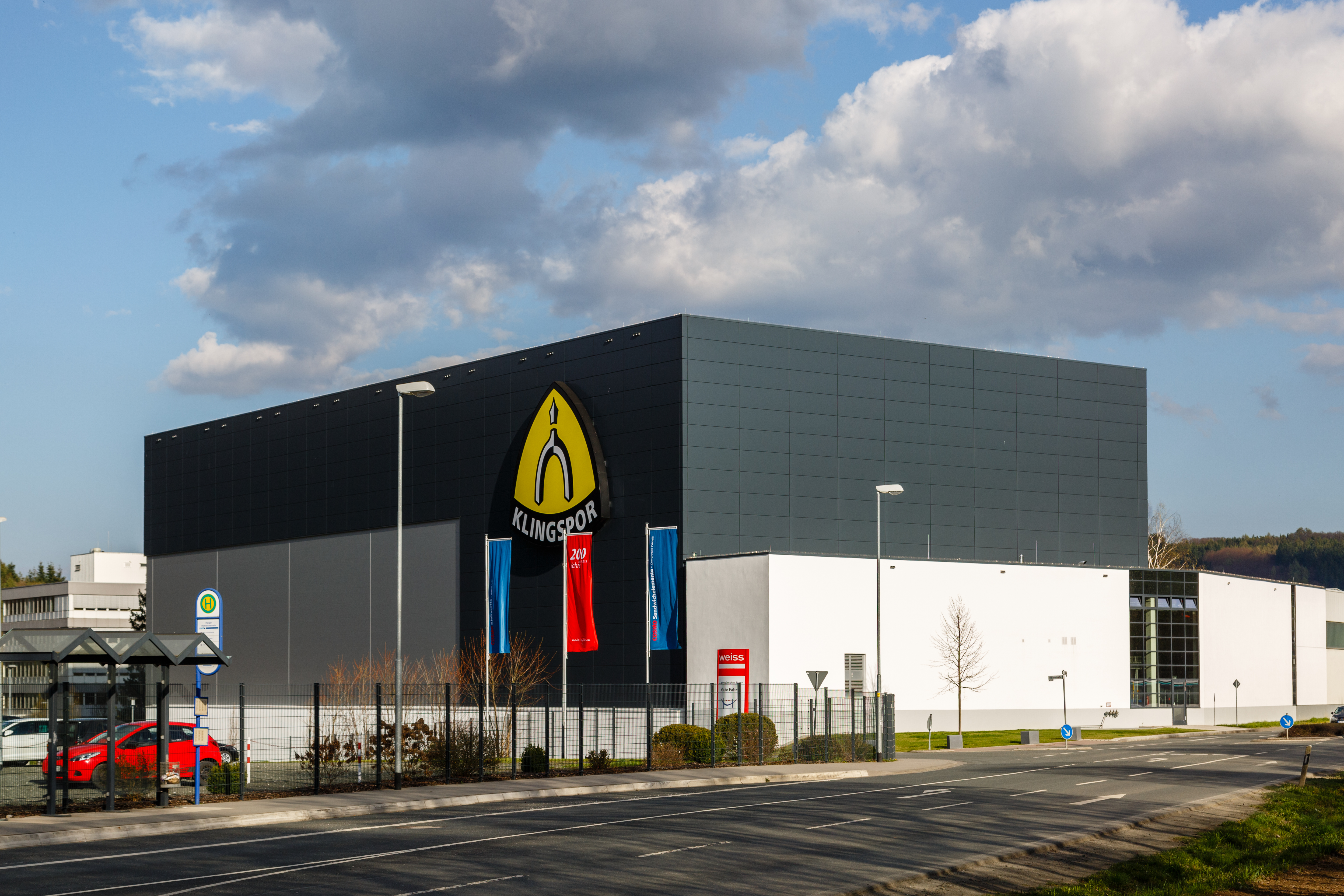
Klingspor Schleifsysteme

- Rohde & Schwarz ipoque (ehemals DigiTask) – Softwareunternehmen
- Hailo – Fertigung von Leitern, Mülleimern und Einbaumülleimern etc., wurde 1947 in Haiger gegründet
- Klingspor Schleifsysteme, zog 1954 nach Haiger, und hat heute dort den Hauptsitz
- Die Friedhelm Loh Group (mit Rittal, Hersteller von Schaltschränken) hat ihren Hauptsitz in Haiger
- Weiß Chemie und Technik, Hersteller von Klebstoffen, Reinigern, Sandwich- und Fassaden-Elementen
- Carl Cloos Schweißtechnik GmbH, Spezialist für Schweißtechnik und Schweißroboter
- Oranier Küchentechnik GmbH (mit Justus GmbH, Hersteller von Gasgrills und Kaminöfen)

### Industriegebiet Kalteiche
Das Industriegebiet Kalteiche liegt direkt am Autobahnanschluss Haiger/Burbach an der A 45 und in der Nähe des Flughafens Siegerland (13 Kilometer). Das Gebiet hat eine Bruttofläche von 710.000 m² und ist im Jahr 2011 60 Hektar groß. Im Jahr 2011 arbeiteten rund 1000 Menschen im Industriegebiet.
Vor der Erschließung im Jahr 2000 gab es vor allem in den Ortschaften Allendorf und Haiger-Seelbach Bürgerproteste, was zur Gründung der Partei NLA (Natürlich Leben und Arbeiten) geführt hatte. Der Partei gelang auf Anhieb der Sprung ins Stadtparlament. Am 16. Juni 2010 löste sich die Partei wieder auf.
Am 24. Mai 2011 beschloss der Haigerer Stadtrat, dass die Kalteiche um 17,9 Hektar erweitert werden soll, um weiteren Firmen eine Ansiedlung in Haiger zu ermöglichen. Die Ausdehnung soll in Richtung Bundesstraße und Haiger-Seelbach stattfinden.
Im Rahmen von Baumaßnahmen erforschten Wissenschaftler der Universität Münster im Jahr 2000 Reste einer keltischen Siedlung und fanden u. a. Rennöfen, Wegzeuge und eisenzeitliche Siedlungen und Grabhügel.
Im Jahr 2018 wurde eine dritte Erweiterung (Kalteiche III) begonnen. Damit wächst das Industriegebiet weiter in Richtung Süden. Für die Erschließung des Gebiets nahe dem sog. „Shell-Kreuz“ sind fünf Millionen Euro vorgesehen. Da das Areal abfällig ist, müssen Terrassen angelegt werden. Der dritte Abschnitt ist etwa neun Hektar groß. Der dritte Bauabschnitt ist mit einem Kreisel an den Einmündungsbereich B 54/B 277 angeschlossen.

### Einzelhandel
Vier Entwicklungsschwerpunkte des Einzelhandels sind zu nennen:
- „Lohwiese“: Auf dem Gebiet der Lohwiese hat sich in den vergangenen Jahren ein großer Baumarkt und mehrere Einkaufsmärkte angesiedelt.
- Innenstadt: In der Innenstadt finden sich neben Banken, Apotheken und Drogeriemärkten vor allem kleine Geschäfte, die durch ihr Angebot auch Kunden aus den Nachbargemeinden locken.
- Ehem. Haiger-Center bzw. ehem. Möbel-Franz-Gelände: Auf dem Gelände des ehemaligen Haiger-Centers und im ehemaligen Gebäude der insolventen Firma Möbel-Franz haben sich eine Reihe von Discountern und Billigsegment-Läden niedergelassen. Im ehemals Möbel-Franz-Gebäude befindet sich das Möbelkaufhaus „Opti-MegaStore“.
- Ehem. Format-Gelände: Hier entstand ein Lebensmittel-Einkaufsmarkt und eine Tankstelle. Ursprünglich (2010) wurde überlegt, dass auf dem Gelände des insolventen Küchenherstellers „Format“ ein Einkaufszentrum gebaut werden soll. Als Kundenmagnet sollte ein Elektromarkt das Zentrum des neuen Einkaufszentrums bilden.[59] Die Gesamtverkaufsfläche sollte bei 8400 Quadratmetern liegen, 500 Parkplätze sollten entstehen. Diese Planungen wurden – auch nach Protesten aus der Nachbarstadt Dillenburg – nicht umgesetzt.[60]

### Medien
Das Haigerer Mitteilungsblatt „Haiger heute“ ist am 24. November 2016 erstmals in alle 7800 Haigerer Haushalte verteilt worden. Kostenlos informiert das Mitteilungsblatt über das Geschehen in Haiger und den 13 Stadtteilen. Es wird vom VRM-Verlag (Wetzlar/Mainz) herausgegeben und kann auch auf der Homepage der Gemeinde abgerufen werden.
Die beiden Lokalzeitungen existieren nicht mehr. Die „Haigerer Zeitung“ ist in die Dill-Post aufgegangen und der „Haigerer Kurier“ mit der Dill-Zeitung verschmolzen.

### Bildung
- Schule am Budenberg (Förderschule)[64]
- Altenpflege Schule des Lahn-Dill-Kreises (Altenpflegeschule)
- Grundschulen (Haiger, Sechshelden, Langenaubach, Allendorf, Dillbrecht, Roßbachtal)
- Kindergarten, 3 in Haiger und 12 weitere in den Ortsteilen.
- Die Johann-Textor-Schule ist die größte kooperative Gesamtschule im Lahn-Dill-Kreis, mit einem Gymnasialzug von Schuljahr 5 bis 10, einer Förderstufe in den Jahrgängen 5 und 6 sowie sich anschließender Realschule und Hauptschule.[65]

### Tourismus

#### Wandern
Der Rothaarsteig berührt sowohl mit dem Hauptweg (Dillenburg-Brilon) als auch in der Westerwald-Variante Haigerer Stadtgebiet. Beim Hauptweg wird Haiger-Rodenbach durchwandert – einer der wenigen Orte, die die Wanderer durchlaufen. Bei der Westerwaldvariante ist vor allem der Stadtteil Langenaubach berührt. Der „Hellerhöhenweg“ des Westerwald-Verein startet in Haiger (37 km bis Betzdorf/Sieg), ebenso der „Dillwanderweg (rechts der Dill)“ (50,5 km bis Wetzlar). Der „Dillwanderweg (links der Dill)“ durchwandert Haiger (67,2 km von Dillquelle (Haincher Höhe) bis Asslar). Der Hauptweg 8 des Westerwaldvereins startet in Haiger und endet nach 42,5 km in Weilburg.

#### Geocaching
Der Geocache „Die Kinder des Buchbinders“, publiziert am 6. März 2016, gilt als einer der besten Geocaches Deutschlands und lockt täglich mehrere Teams nach Haiger. Bei 100 Prozent Favoritenpunkten (5438, Stand: 22. Januar 2022) hat er bundesweit mit den höchsten Wert.

#### Radfahren
Der Dilltalradweg beginnt in Haiger und führt bis nach Wetzlar. Die Oranier-Fahrrad-Route von Nassau bis Bad Arolsen verläuft durch Haiger.

## Persönlichkeiten

### Söhne und Töchter der Stadt
- Johann Textor (1582–1626), Jurist und Historiker
- Justus Reifenberg († 1631), Rechtswissenschaftler und Hochschullehrer
- Johann Gottfried von Manger (1748–1823), Prediger, Rittergutsbesitzer und Bürgermeister
- Friedrich Karl Rumpf (1772–1824), Literaturwissenschaftler, Rhetoriker, evangelischer Theologe, Altphilologe und Hochschullehrer, geboren in Oberroßbach
- Karl Leng (1823–1908), Bürgermeister und Mitglied des Nassauischen Kommunallandtags des preußischen Regierungsbezirks Wiesbaden
- Adolf von Hecker (1852–1924), Generalstabsarzt, Sanitätsinspekteur der Preußischen Armee
- Karl Ohly (1860–1919), Theologe, Generalsuperintendent
- Wilhelm Berns (1863–1902), Kaufmann und Mitglied des Provinziallandtages der Provinz Hessen-Nassau
- Louis Trott (1877–1958), Beigeordneter und Mitglied des Provinziallandtages der Provinz Hessen-Nassau
- Helmuth Schranz (1897–1968), Politiker (NSDAP)
- Karl Löber (1901–1982), Botaniker und Volkskundler
- Karl-Heinz Fuchs (1915–1990), Flottillenadmiral
- Hermann Schmidt (1917–1983), Politiker (SPD), Parlamentarischer Staatssekretär, geboren in Allendorf
- Hans Ferdinand Plitt (1917–2008), Brigadegeneral
- Gerhard Seifert (1923–2007), Justizbeamter und Waffenkundler
- Walter Schneider (1925–1999), deutscher Politiker (SPD)
- Hans Weber (1920–2006), Gründer der Budenbergschule, Haigerer Geschichtsschreiber und Journalist
- Hermann Götting (1939–2004), Straßenbahnschaffner, Conférencier und Sammler von Alltagskultur
- Hartmut Weyel (* 1942), evangelischer Theologe, Pastor und Autor
- Reinhard Birkenstock (1944–2018), Rechtsanwalt und Strafverteidiger. geboren in Dillbrecht
- Heinfried Engel (* 1947), Leichtathlet, Stabhochspringer
- Paul-Heinz Wellmann (* 1952), Leichtathlet, Olympia-Bronzemedaillengewinner
- Peter Cestonaro (* 1954), Fußballspieler und Trainer, geboren in Langenaubach
- Mark Kirchner (* 1960), Turkologe, Islamwissenschaftler und Hochschullehrer
- Norbert Kazele (* 1961), Richter am Bundesgerichtshof
- Uwe Klein (* 1970), Fußballspieler und -trainer
- Stefanie Kühn (* 1973), Wirtschaftsingenieurin und Autorin
- Joachim Raabe (* 1974), Kirchenmusiker und Komponist
- Gerald Hensel (* 1975), Digital-Marketing-Experte, Publizist, Blogger sowie Co-Gründer mehrerer Nichtregierungsorganisationen
- Johannes Meister (* 1976), Jurist, Richter am Bundesverwaltungsgericht
- Julia Jung (* 1979), Schwimmerin
- Cem İslamoğlu (* 1980), Fußballspieler und -trainer
- Kathrin Klaas (* 1984), Hammerwerferin
- Sören Anders (* 1985), Koch
- Steffen Schneider (* 1988), Fußballspieler

### Personen in Verbindung mit der Stadt
- Fritz Angerstein (1891–1925), Industrieller und Massenmörder
- Rudolf Loh (1913–1971), deutscher Unternehmer, Gründer von Hailo
- Johannes Nitsch (1953–2002), Musiker
- Gerhard Andreas Schreiber (* 1960), Manager und Autor
- Johannes Monno (* 1968), Professor an der Hochschule für Musik und Darstellende Kunst in Stuttgart (Gitarre)
- Uwe Klein (* 1970), ehemaliger Fußballspieler
- Sören Anders (* 1985), Koch